# Aphrodite

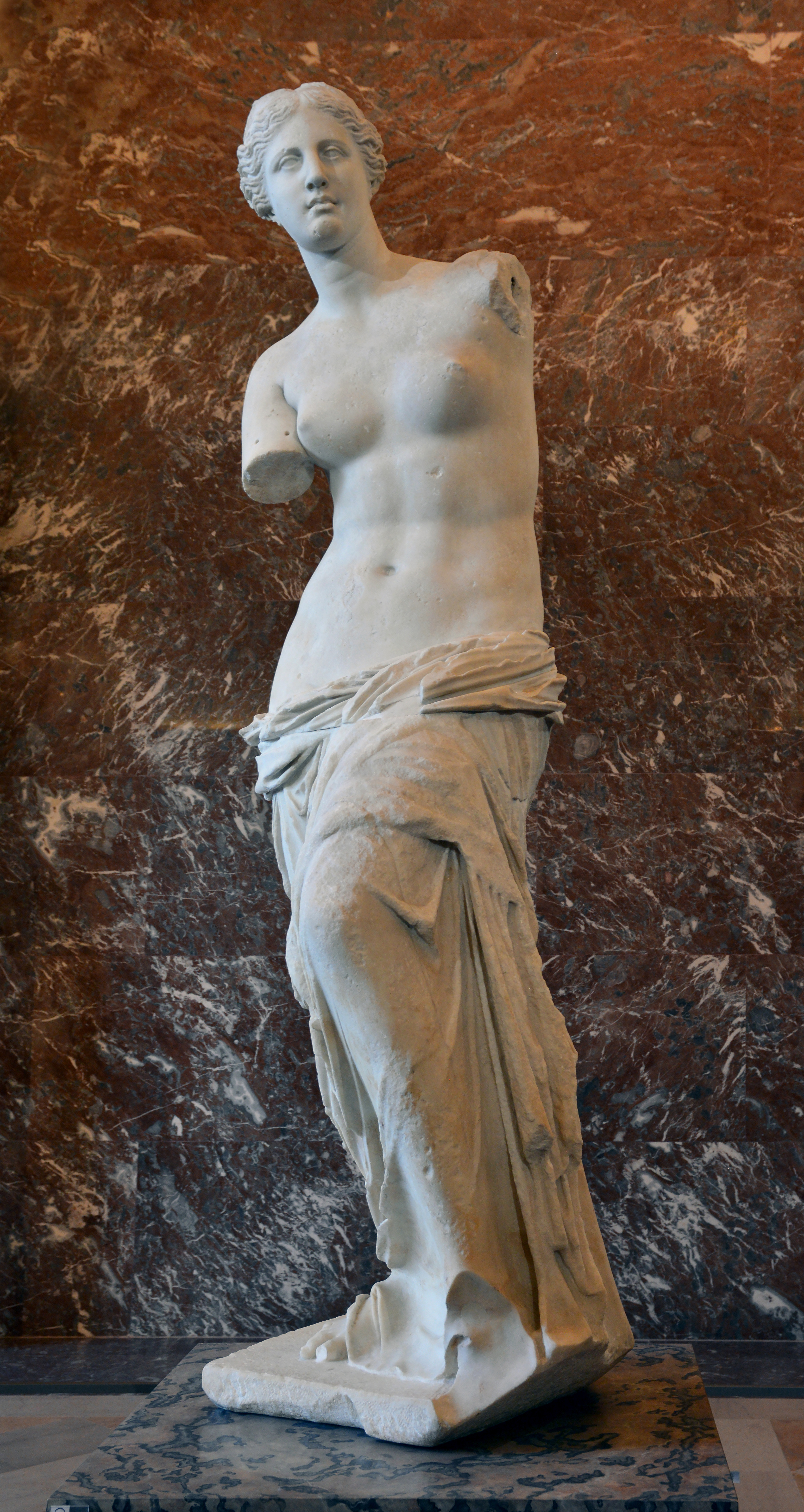
Die Aphrodite von Melos, um 120 v. Chr. (heute im Louvre, Paris)

Aphrodite (altgriechisch Ἀφροδίτη Aphrodítē; klassische Aussprache: /apʰrodíːtɛː/; Koine: /aɸroðíti/; modern-philologische Aussprache: /afrodíːtɛː/) ist gemäß der griechischen Mythologie die Göttin der Liebe, der Schönheit und der sinnlichen Begierde und eine der kanonischen zwölf olympischen Gottheiten. Sie wurde insbesondere als Schutzherrin der Sexualität und Fortpflanzung verehrt, die sowohl den Fortbestand der Natur als auch die Kontinuität der menschlichen Gemeinschaften gewährleistete. Ihr Pendant in der römischen Mythologie ist Venus.

## Etymologie
Die Etymologie des Namens der Göttin wird ebenso wie die Herkunft ihres Kults bis heute kontrovers diskutiert. Seit der Antike wurde der erste Wortteil mit altgriechisch aphrós (ὁ ἀφρός „Schaum (des Meeres)“) zusammengebracht und durch das Attribut aphrogenḗs, aphrogéneia (ἀφρογενής, ἀφρογένεια „die Schaumgeborene“) kommentiert, wobei allerdings die Etymologie des zweiten Wortteils weitgehend dunkel blieb. Seit dem späten 19. Jahrhundert haben daher Indogermanisten und Gräzisten eine griechische Herleitungsmöglichkeit für den Götternamen bezweifelt und stattdessen eine orientalische Herkunft vermutet. Allerdings lehnte Martin Litchfield West die von Fritz Hommel vorgeschlagene direkte Ableitung aus dem semitischen Theonym ʿAštart (von dem griechisch Ἀστάρτα, Ἀστάρτη herrühren) ab und setzte an deren Stelle eine – nach eigenem Bekenntnis rein spekulative – Ableitung von einem unbelegten ʿAštart-Epitheton *prāzît „die von den Dörfern“, das in zyprisch-kanaanitischem Dialekt *[ʿaproðiːt] ausgesprochen worden wäre.

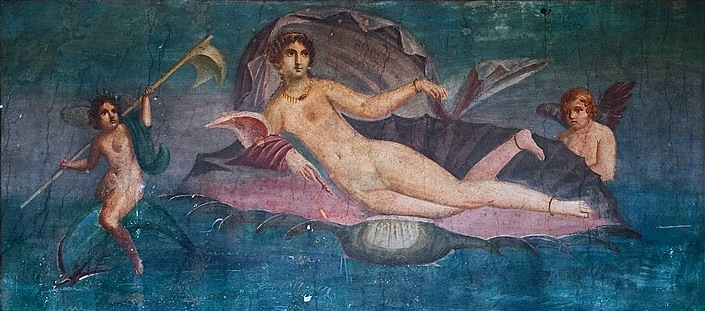
Fresko der Aphrodite als Anadyomene, vielleicht nach einem Bildnis des Apelles, Pompeji

Im Jahr 1911 hat Ernst Maaß eine Etymologie vorgelegt, die den Namen neben aphrós auf eine Ableitung des Verbs déatο (δέατο „schien, hatte den Anschein“, rekonstruierter Infinitiv *δέασθαι; vgl. δῆλος „offenbar, deutlich“) zurückführt. Der Name der Göttin würde demnach „die im Schaum (des Meeres) Aufstrahlende“ bedeuten. Dieser Deutung hat sich auch Michael Janda angeschlossen. Darüber hinaus sieht Janda, der daneben eine sekundäre Beeinflussung der mythologischen Vorstellungen um die griechische Aphrodite durch die phönizische ʿAštart für möglich hält, Aphrodite in Übereinstimmung mit Deborah Boedeker und George E. Dunkel als griechische Entsprechung der indischen Göttin der Morgenröte Uṣas, mit der sie neben mehreren Epitheta – darunter das einer „Tochter des Himmels“ (indogermanisch *diṷós dhugh2tēr[r] > griechisch Διός θυγάτηρ Diós thygátēr „Zeustochter“) und das der „gern (oder hold) lächelnden“ (griechisch φιλομμειδής philommeidḗs) – auch das verführerische Auftreten teile.
Daneben lässt sich der Mythos der dem Meeresschaum entsteigenden Aphrodite, der sich mit weiteren Epitheta der Göttin wie Euploía (Εὐπλοία „die gute Seefahrt verleiht“) und Pontía (Ποντία „die vom Meer“) verbindet, an das Bild der allmorgendlich aus dem Okeanos aufsteigenden Eos (der auch phonetischen Entsprechung der vedischen Uṣas) anschließen. Dunkel hat daran erinnert, dass neue Götter häufig durch die Verselbständigung älterer Epitheta hervorgegangen sind. Demnach wären die griechischen Göttinnen Eos und Aphrodite aus der Aufspaltung einer ursprünglichen indogermanischen Göttin der Morgenröte (*H2ausōs) hervorgegangen, von der auch die vedische Uṣas abstammt. Auch die Verknüpfung Aphrodites mit der im Osten der griechischen Welt gelegenen Insel Zypern ließe sich durch diese auf die Göttin der Morgenröte verweisende Genealogie erklären.

## Mythos

### Geburt

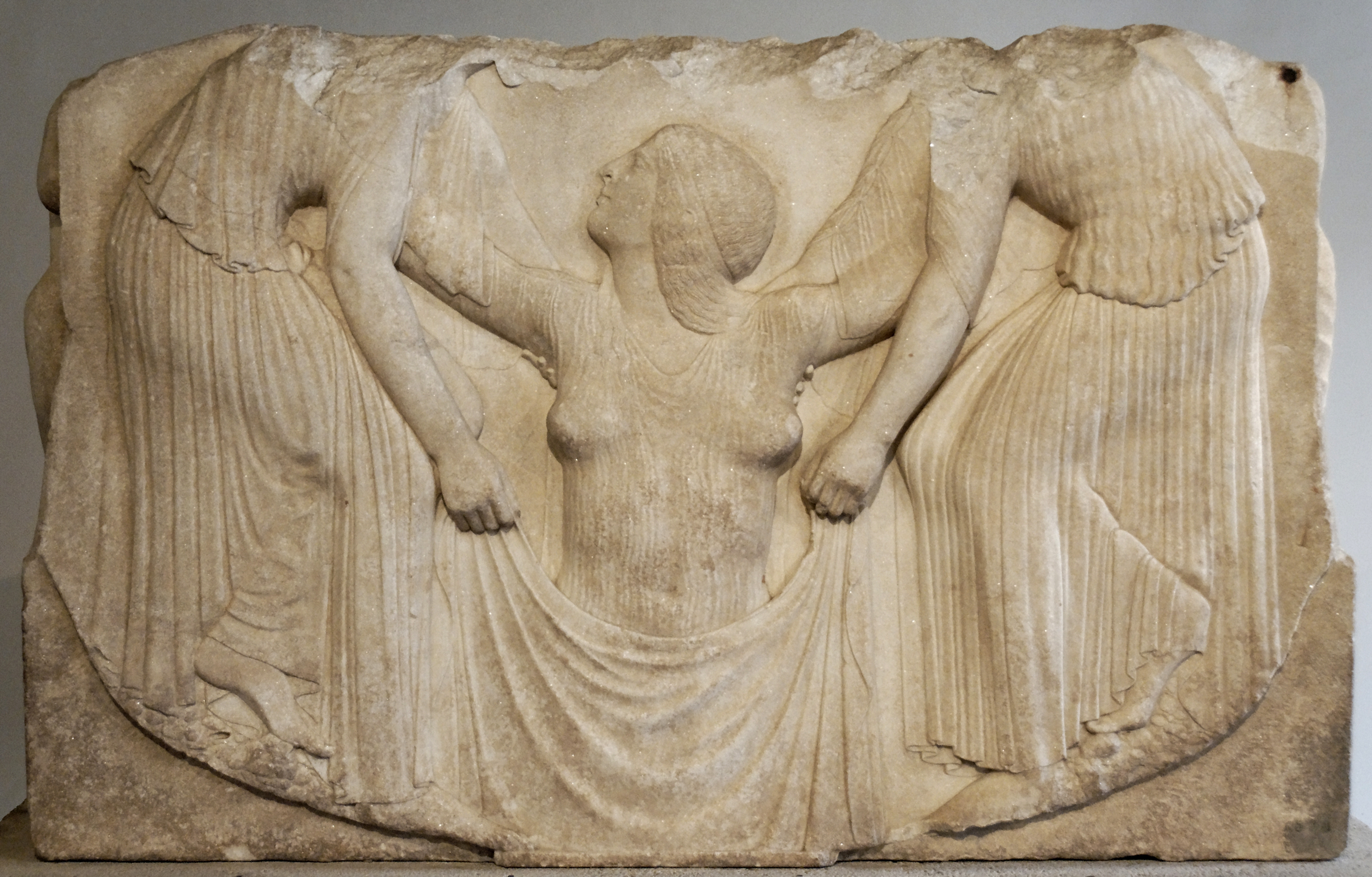
Darstellung der Aphrodite Anadyomene auf dem Ludovisischen Thron, vermutlich um 460 v. Chr. (Museo Nazionale Romano)

Nach Hesiod ist sie die Tochter des Uranos. Dessen Sohn Kronos schnitt ihm, auf Rat seiner Mutter Gaia, die Geschlechtsorgane mit einem Sichelhieb ab und „warf diese hinter sich“ ins Meer. Das Blut und der Samen vermischten sich mit dem Meer, welches ringsum aufschäumte und daraus Aphrodite gebar, die nach Hesiod zunächst auf Kythera, dann an der Küste von Zypern an Land ging. Dort schmückten laut den Homerischen Hymnen die Horen sie, bevor sie den Unsterblichen vorgestellt wurde. Nach Pausanias und Nonnos von Panopolis war es die Göttin Thalassa (Θάλασσα „die See“), welche den Samen empfing. Nachdem sie im Olymp aufgenommen war, wurde sie Adoptivtochter des Zeus.
Daneben bestehen noch weitere Mythen über die Abstammung der Göttin, so ist sie bei Homer die Tochter des Zeus und der Dione, Tochter des Zeus auch in den Homerischen Hymnen. Eine weitere, freilich späte Quelle nennt sie gemeinsam mit den Erinnyen und den Moiren als Tochter des Kronos. Hyginus Mythographus adaptiert den Geburtsmythos der syrischen Semiramis und schreibt, sie sei aus einem Ei geschlüpft, welches von Fischen an Land gerollt und von Tauben ausgebrütet worden war.

Sandro Botticelli: Die Geburt der Venus, 1485 (Uffizien, Florenz)

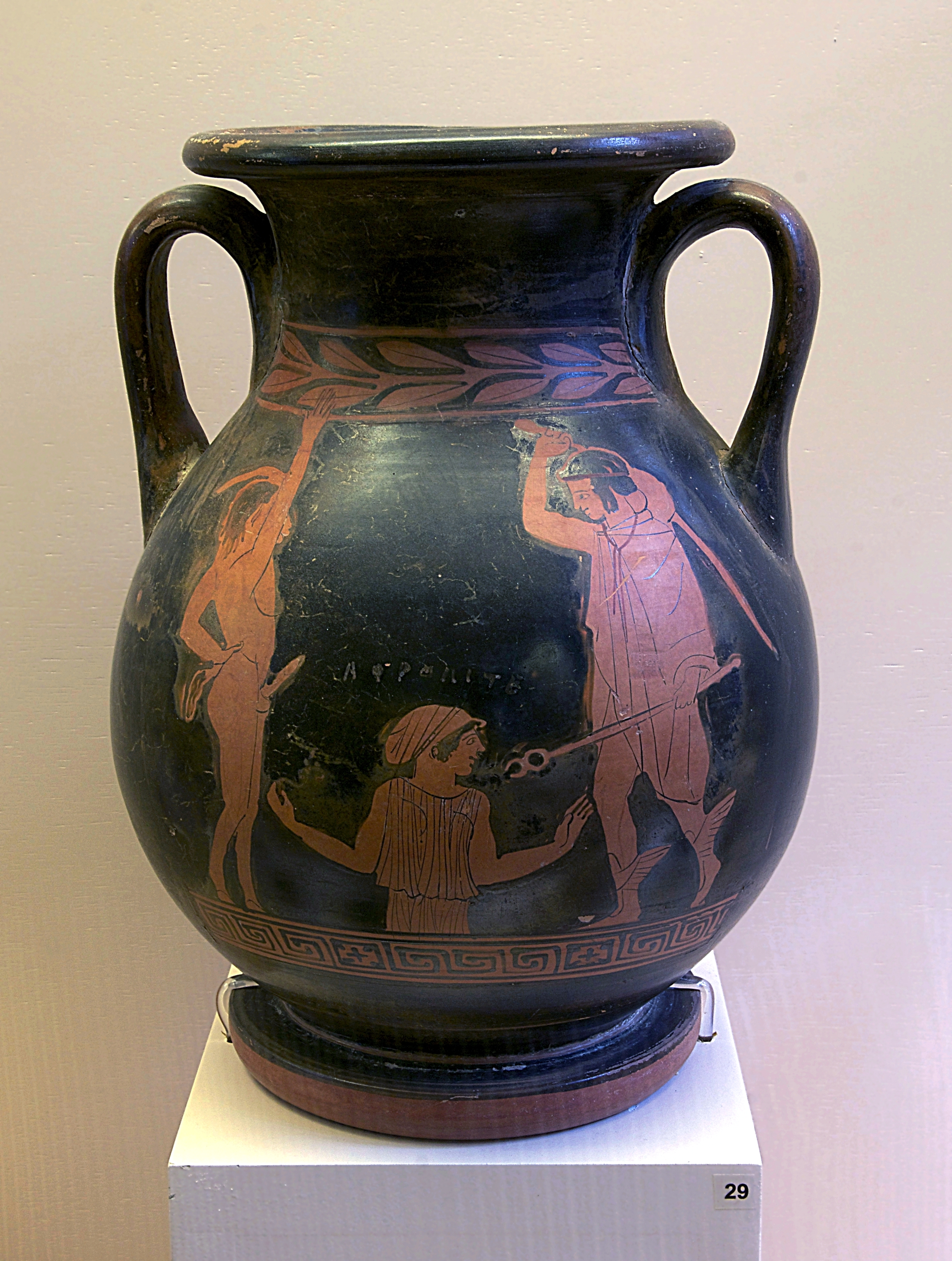
Die Geburt der Aphrodite auf einer attisch-rotfigurigen Pelike, um 450 v. Chr. (Archäologisches Museum, Rhodos)
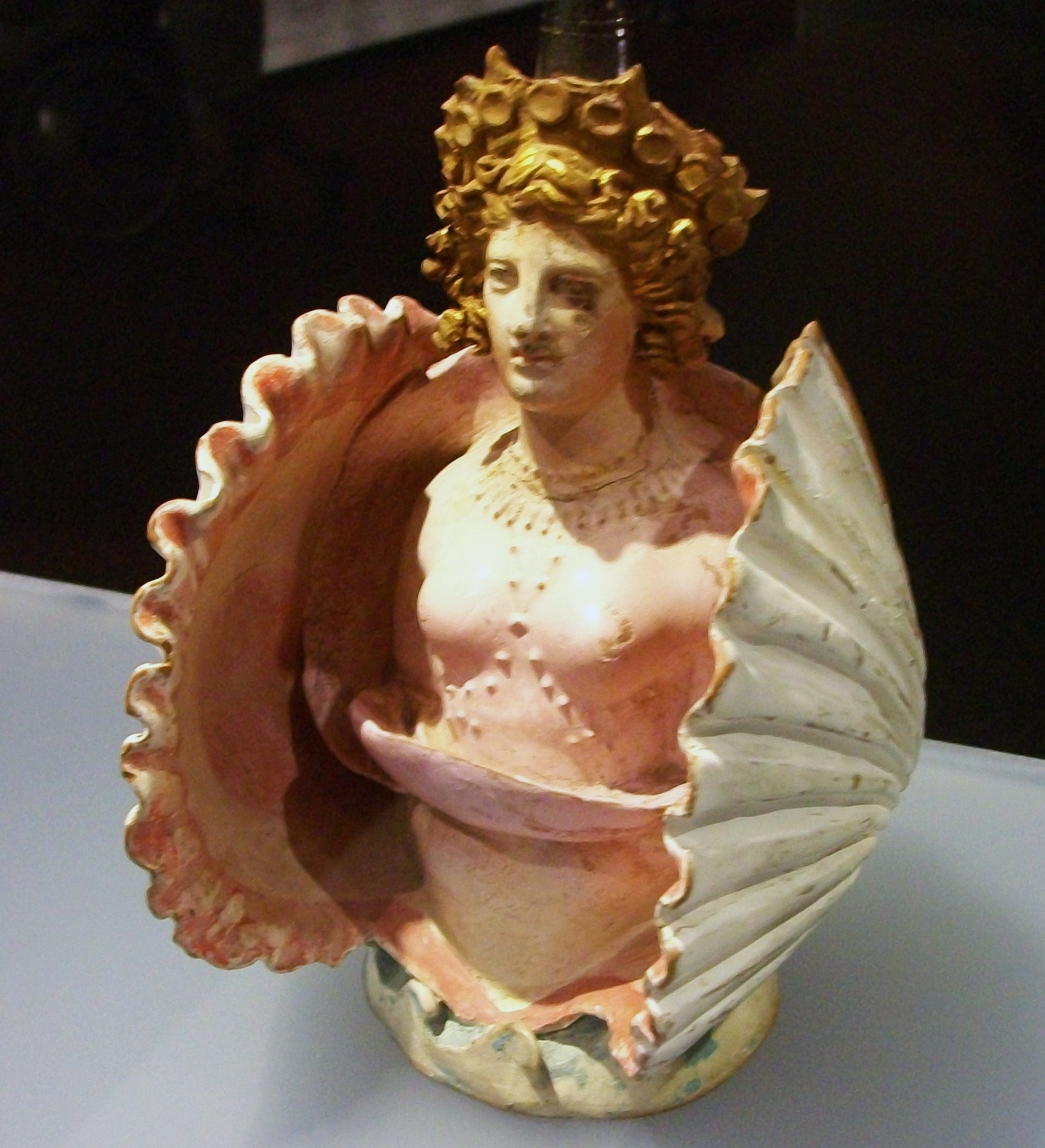
Attischer Krug in Gestalt der einer Muschel entsteigenden Aphrodite, gefunden in Phanagoria, Taman, viertes Jahrhundert v. Chr. (Eremitage, Sankt Petersburg)
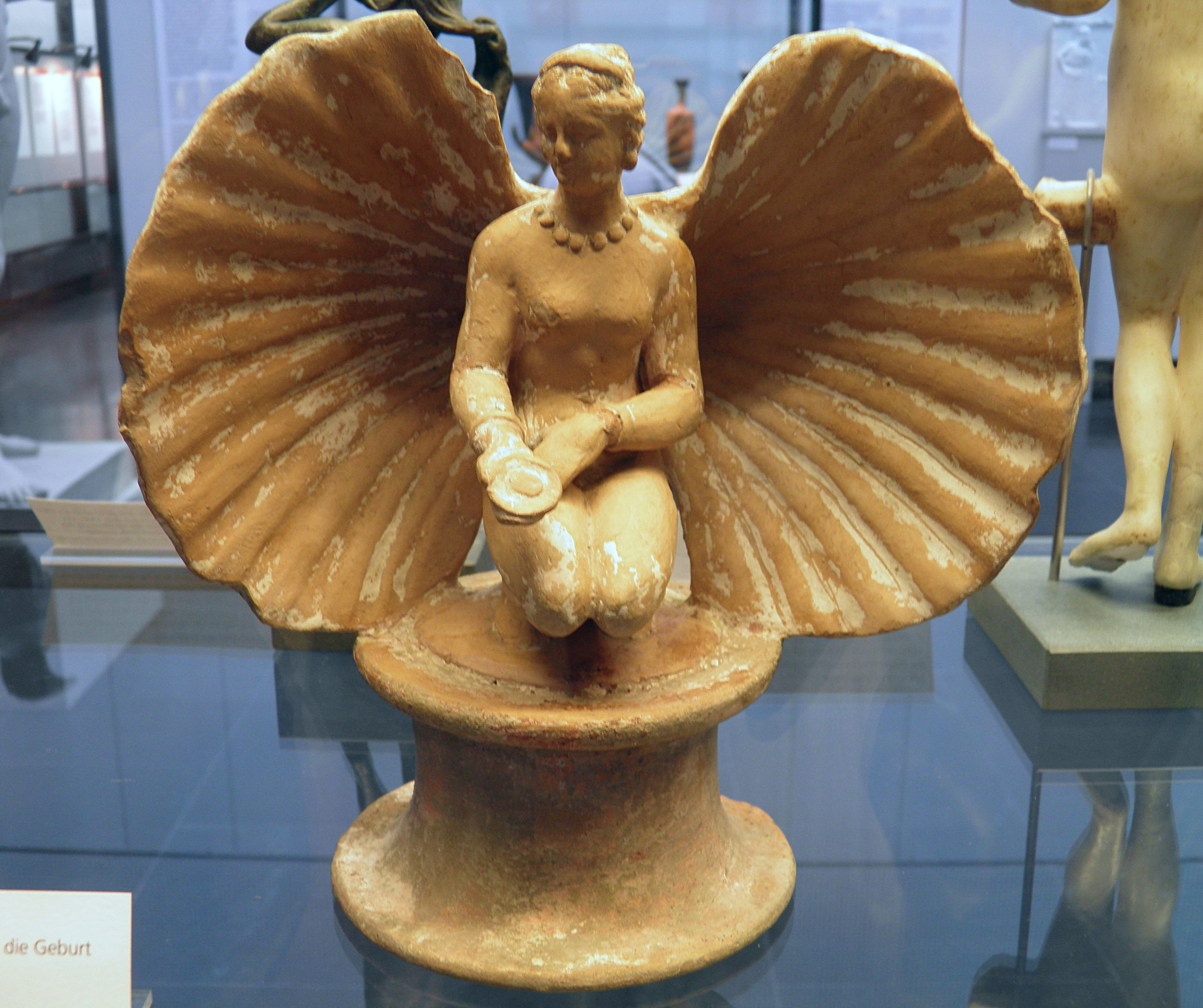
Terrakotta-Statuette der Aphrodite in einer Muschel, drittes Jahrhundert v. Chr. (Staatliche Antikensammlungen, München)
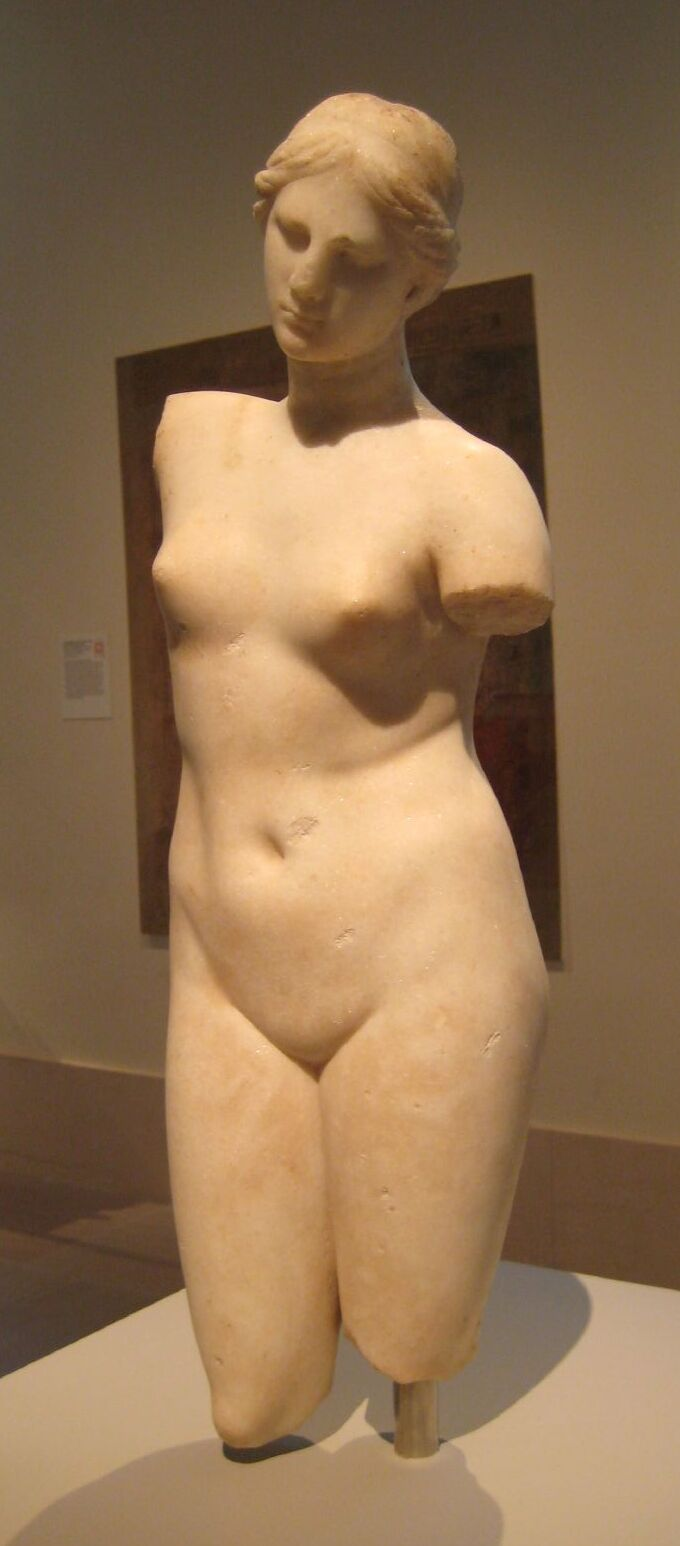
Statue der schaumgeborenen Aphrodite aus dem zweiten Jahrhundert v. Chr. (Metropolitan Museum of Art, New York City)

### Tätigkeit und Charakter

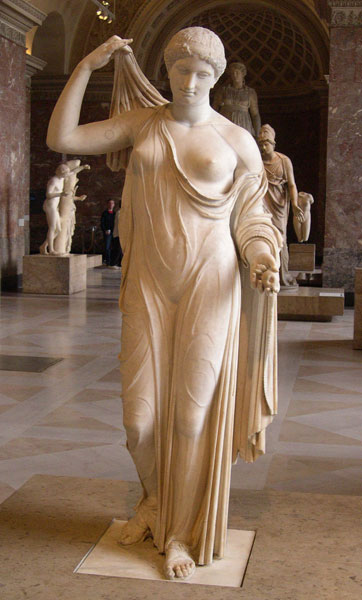
Die sogenannte Aphrodite von Fréjus, römische Kopie nach einem Original aus dem späten fünften Jahrhundert v. Chr., vielleicht von Kallimachos (Louvre)

Bei Homer erscheint sie als Beschützerin der geschlechtlichen Liebe (so namentlich bei der Verführung der Helena durch Paris), daneben als Verkörperung der Schönheit und folglich Siegerin im Schönheitswettstreit mit Hera und Athena vor Paris, daneben aber auch als Advokatin der Ehe. Zum Zorn gereizt, kann sie ihre Gaben allerdings auch ebenso schnell wieder entziehen. Ihre bevorzugten Attribute bei Homer sind „die Goldene“ (χρυσείη) sowie die schon genannten Diós thygátēr (Διός θυγάτηρ „Zeustochter“) und das allein ihr vorbehaltene philommeidḗs (φιλομμειδής „hold Lächelnde“).
Ihren unwiderstehlichen Liebreiz verdankt sie einem zauberkräftigen Gürtel, dem kestòs himàs poikílos (κεστὸς ἱμὰς ποικίλος „buntbestickter Gürtel“), den sie auf Bitten gelegentlich ausleiht, so auch an die Göttermutter Hera. Ihr Mann, der Schmiedegott Hephaistos, hatte ihn ihr aus Gold und Edelsteinen gefertigt. Den Charakter einer allgemeinen Fruchtbarkeitsgöttin beschreibt plastisch der fünfte der Homerischen Hymnen (5,1–6):
Μοῦσά μοι ἔννεπε ἔργα πολυχρύσου Ἀφροδίτης,

Κύπριδος, ἥ τε θεοῖσιν ἐπὶ γλυκὺν ἵμερον ὦρσε

καί τ’ ἐδαμάσσατο φῦλα καταθνητῶν ἀνθρώπων

οἰωνούς τε διιπετέας καὶ θηρία πάντα,

ἠμὲν ὅσ’ ἤπειρος πολλὰ τρέφει ἠδ’ ὅσα πόντος·

πᾶσιν δ’ ἔργα μέμηλεν ἐυστεφάνου Κυθερείης.
Muse, sage mir die Werke der goldenen Aphrodite,

Herrin auf Kypros; süßes Verlangen weckt sie den Göttern,

überwältigt der sterblichen Menschen Geschlechter,

die Vögel hoch in den Lüften, die Scharen der Tiere, aller zusammen,

mag sie das Festland, mag sie das Weltmeer zahllos ernähren:

jedes buhlt um die Gnaden der schön bekränzten Kytherea.

### Gefolge
Zu ihrem Gefolge gehören Eros, Himeros (Ἵμερος „Verlangen“) und Peitho (Πειθώ, die vergöttlichte „Überredungskunst“), sowie die Chariten (Χάριτες). Diese haben der Göttin laut der Ilias einen (leider kaum schützenden) „ambrosischen Peplos“ gewebt. In der Odyssee tanzt Aphrodite gar selbst im „sehnsuchtsvollen Tanz der Chariten“ (Χαρίτων χορὸν ἱμερόεντα) mit. An diese Gemeinschaft erinnert auch der Kult der Aphrodite Akidalia in Orchomenos, wo sie gemäß dem Mythos gemeinsam mit den Chariten in einer Quelle badet.

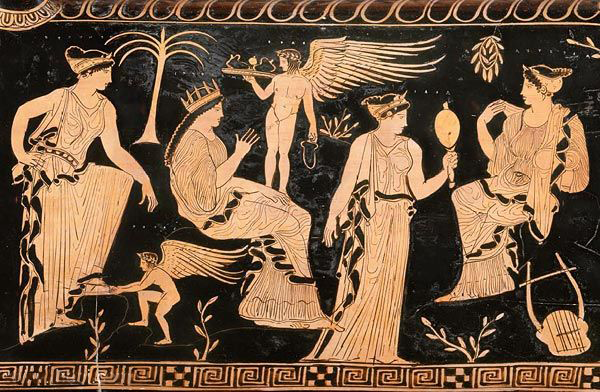
Eros und Himeros als geflügelte Knaben auf einem attisch-rotfigurigen Gefäß, um 400 v. Chr.
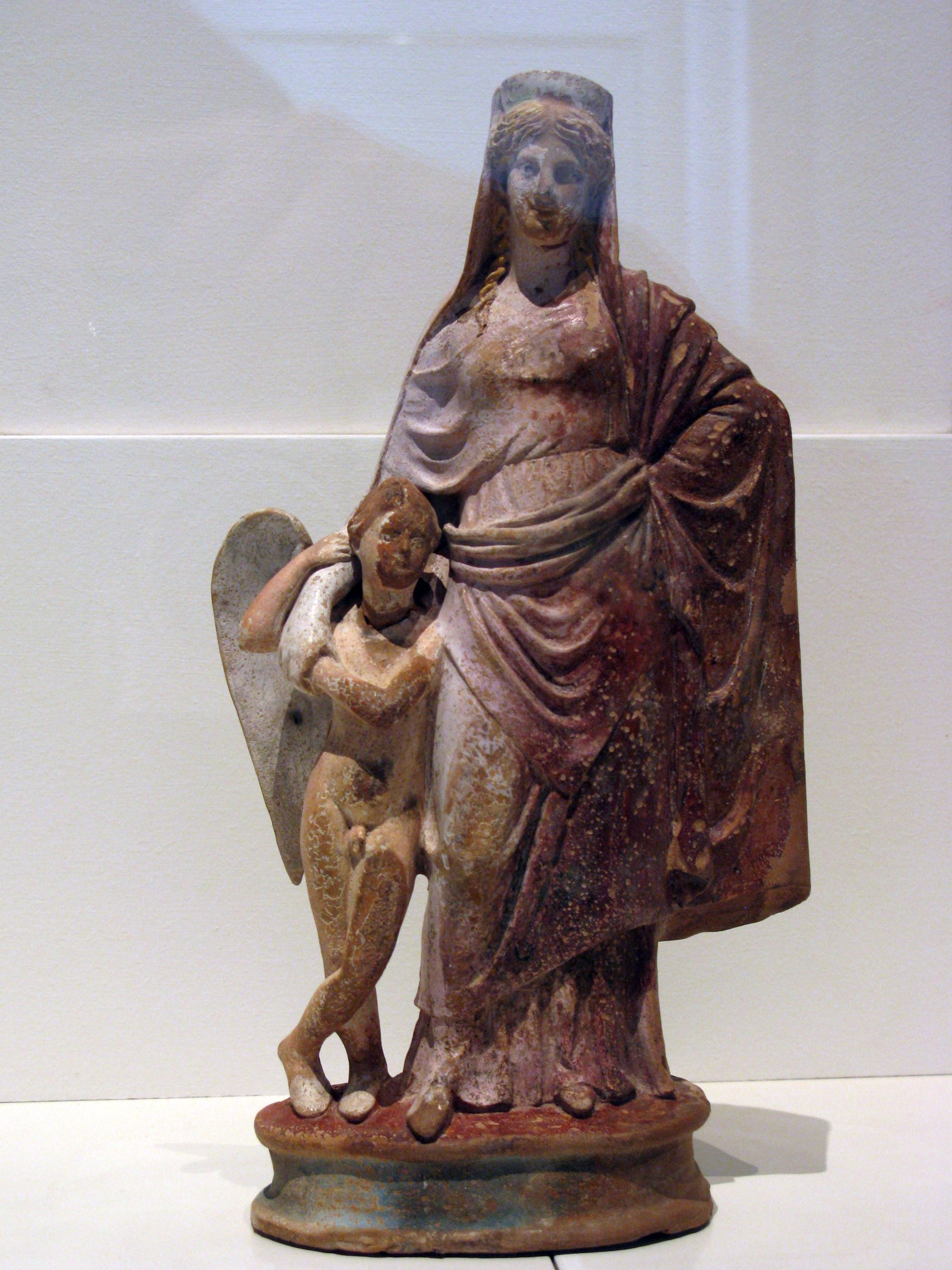
Aphrodite und Eros, Idol aus dem vierten Jahrhundert v. Chr., Korinthia
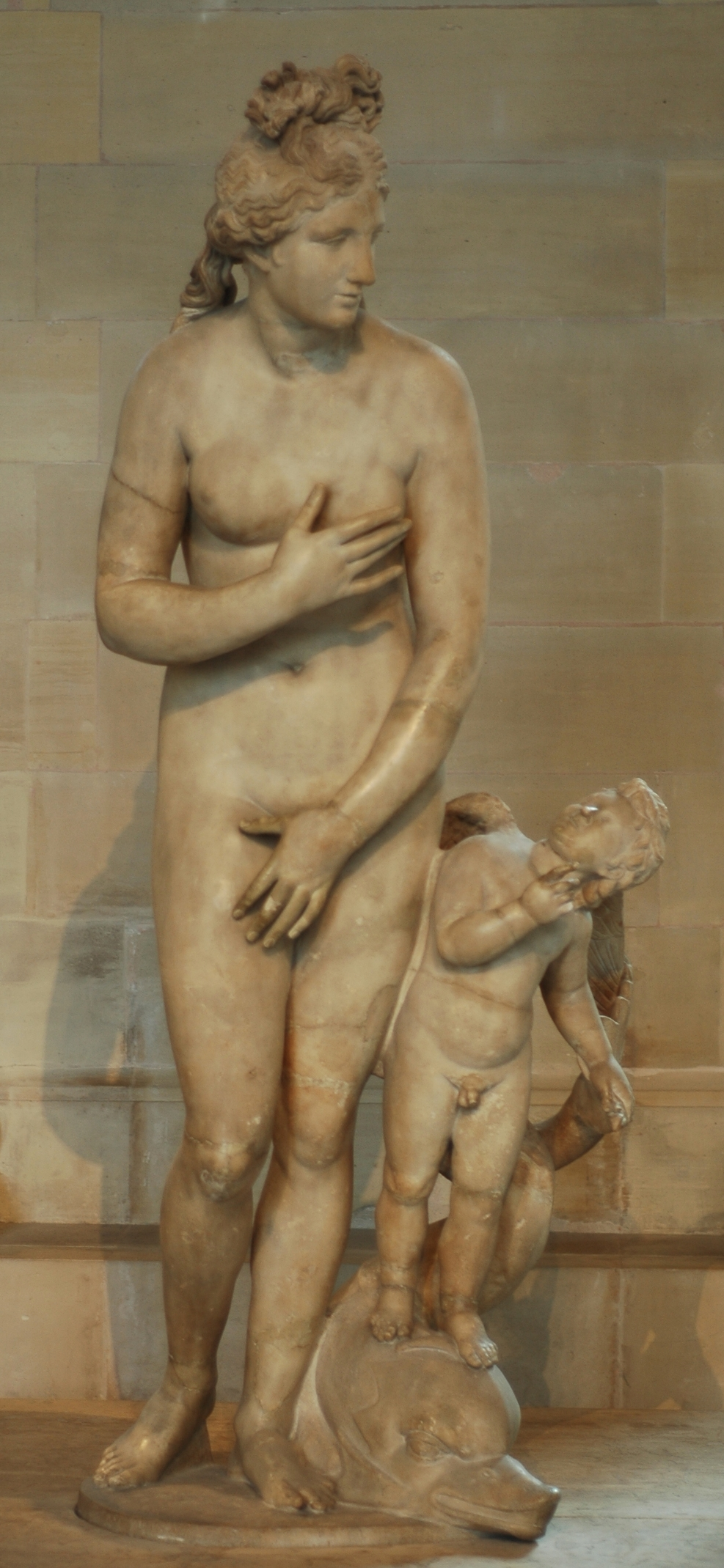
Aphroditestatue des kapitolinischen Typs mit Erosfigur, römische Kopie des zweiten Jahrhunderts n. Chr. (Louvre)
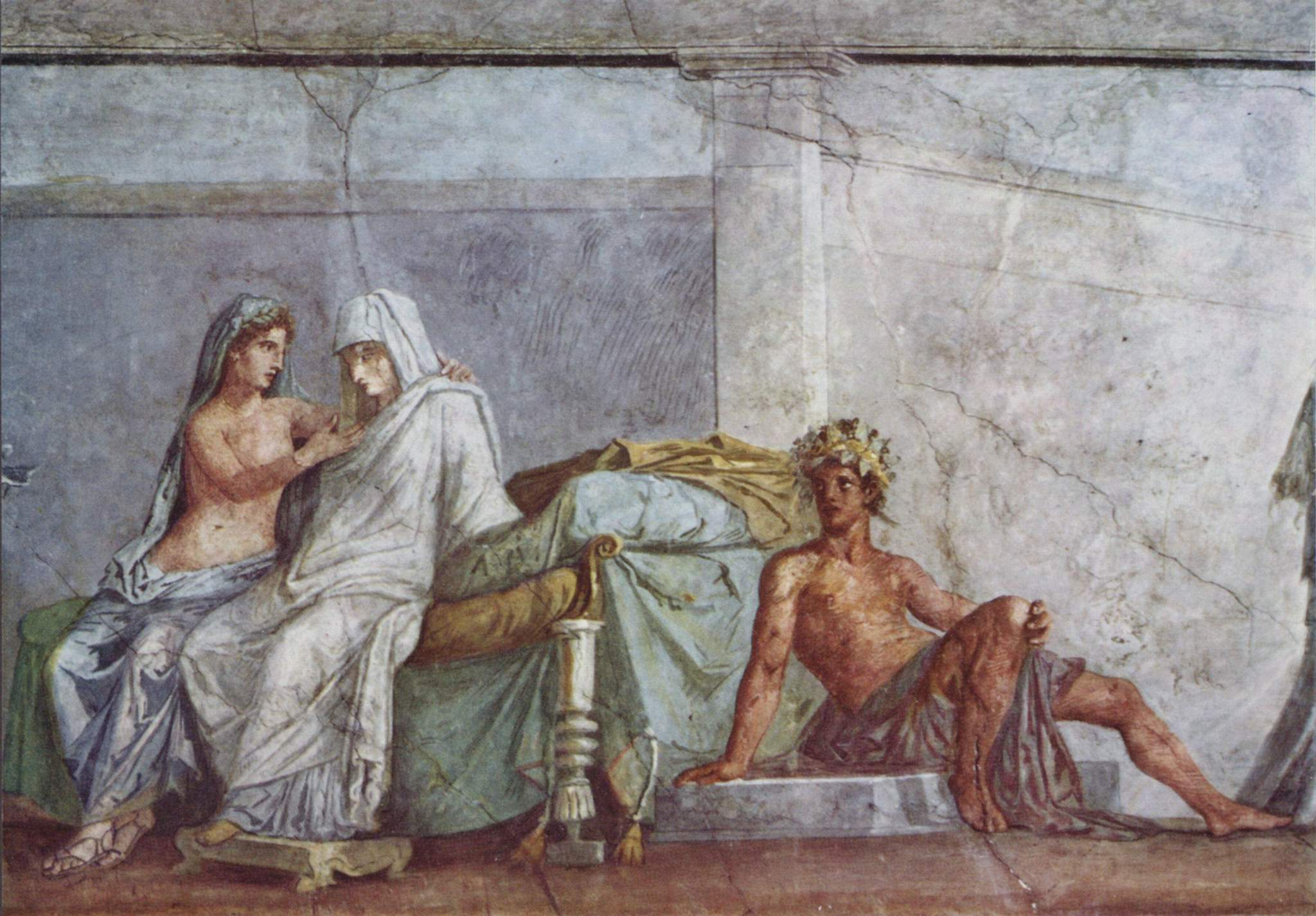
Peitho steht der Braut der Aldobrandinischen Hochzeit bei, Fresko aus augusteischer Zeit (Vatikanische Apostolische Bibliothek)
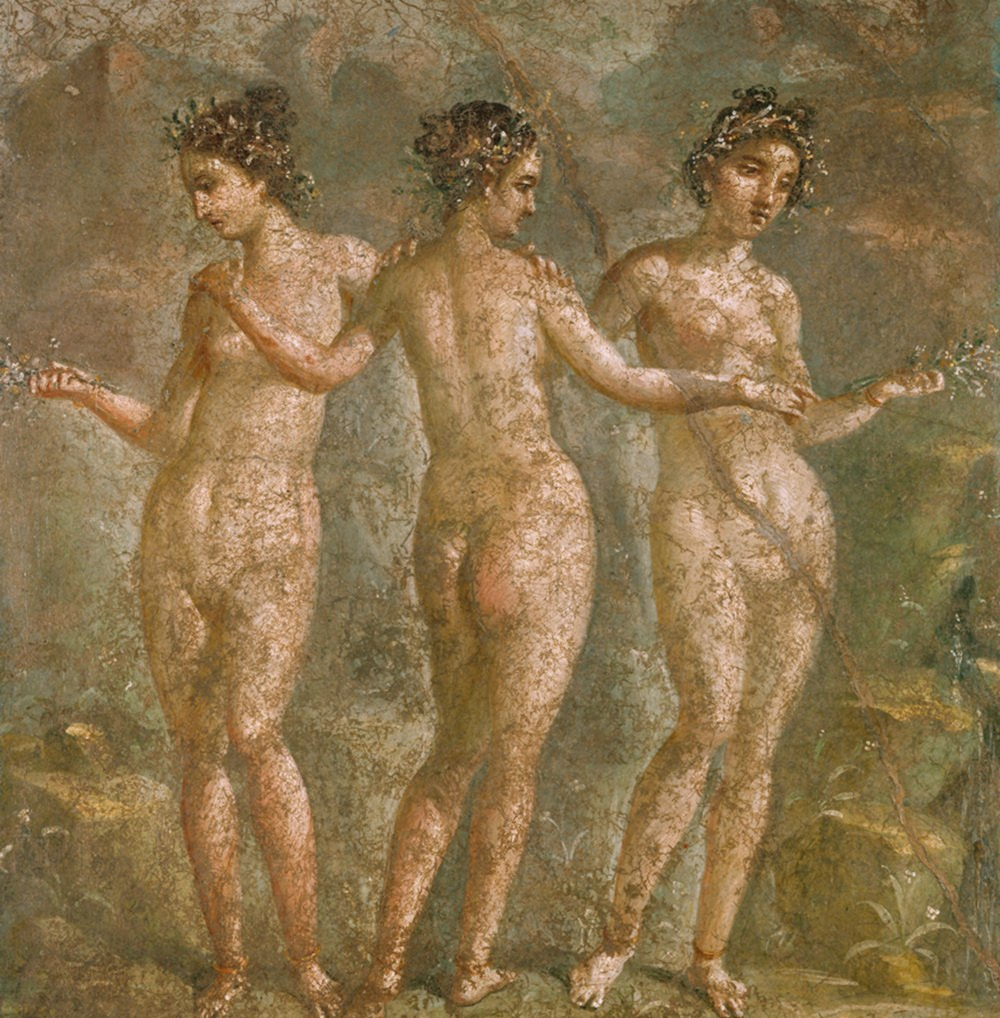
Die drei Chariten, Fresko aus Pompeji

### Liebschaften

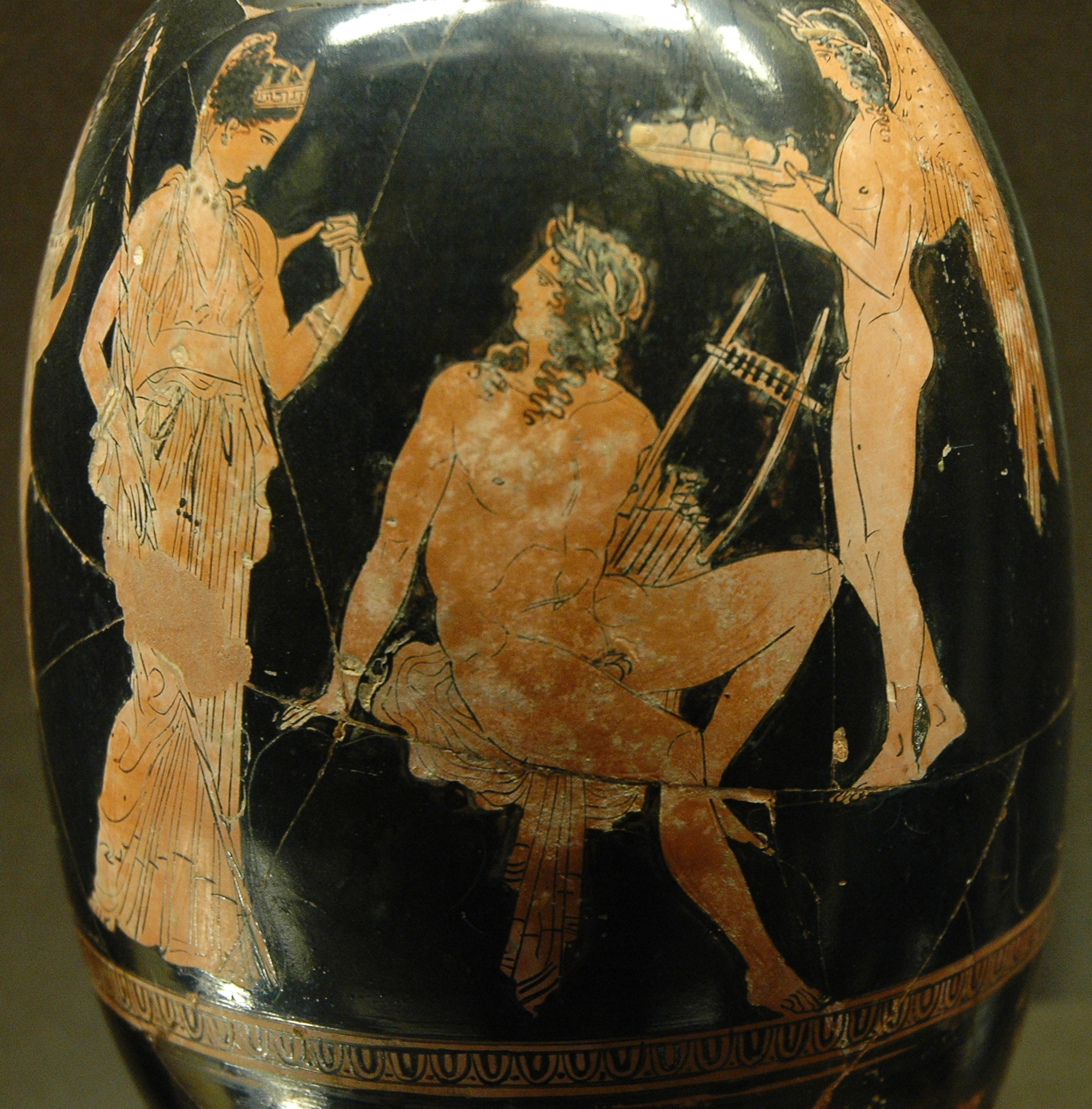
Aphrodite und Adonis auf einer attisch-rotfigurigen Lekythos, spätes fünftes Jahrhundert v. Chr. (Louvre)

Verheiratet ist Aphrodite mit Hephaistos, dem Gott des Feuers und der Schmiedekunst, den sie allerdings mit Sterblichen und Unsterblichen betrügt. Notorisch ist ihre lange Beziehung zum Kriegsgott Ares, aus der Eros, Harmonia, Phobos, Deimos und Anteros entstanden – wie es auch Demodokos bei den Phaiaken in seinem burlesken Lied besingt. Laut Homer wurden die beiden mitten im Akt von Hephaistos in flagranti entdeckt und in einem Netz gefangen. Als der Schmiedegott sie so den anderen Göttern präsentierte, erhob sich unter diesen das sprichwörtliche homerische Gelächter.
Aus Aphrodites Liebschaft mit dem Trojaner Anchises ging Aeneas (griech. Aineias) hervor, Held im Trojanischen Krieg, der dann zu den mythischen Stammvätern der Römer gehören sollte und aus dessen Sohn angeblich das Geschlecht der Julier, zu dem auch Gaius Iulius Caesar gehörte, entsprang. Außerdem gebar sie dem Dionysos den Priapos und dem Hermes den Hermaphroditos.
Ferner hat sie den schönen Adonis zum Geliebten. Sie verbirgt ihn (als Samen) in einem Kasten und gibt ihn der in der Unterwelt – dem Schoß der Erde – thronenden Persephone; diese will ihn für immer behalten. Erst auf den Schiedsspruch des Zeus gibt sie ihn für zwei Drittel des Jahres der Aphrodite zurück. Bei der Jagd wird Adonis vom eifersüchtigen Ares in Gestalt eines Keilers getötet.

### Das Urteil des Paris

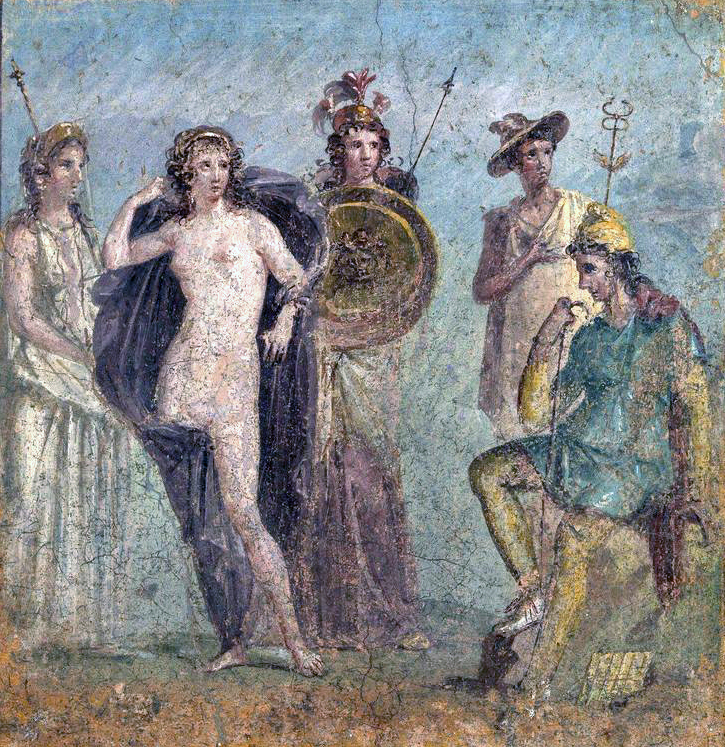
Das Urteil des Paris auf einem Mauerfragment aus Pompeji (Archäologisches Nationalmuseum Neapel)

Der Sage nach soll Aphrodite den Trojanischen Krieg ausgelöst haben, als sie mit Hera und Athene den trojanischen Königssohn Paris um das Urteil ersucht habe, welche von ihnen die Schönste sei. Dabei versuchte jede Göttin, ihn zu bestechen, und der Trojaner entschied sich für Aphrodite, da sie ihm die schönste Frau der Welt versprochen hatte. Dieses Ereignis ist als Urteil des Paris bekannt und gilt durch den resultierenden Raub der Helena als mythologischer Auslöser des Zuges der Griechen gegen Troja. Während der zehnjährigen Belagerung unterstützte sie, gemeinsam mit Ares, Troja nach Kräften, doch standen Hera und Athene auf der Seite der Griechen.

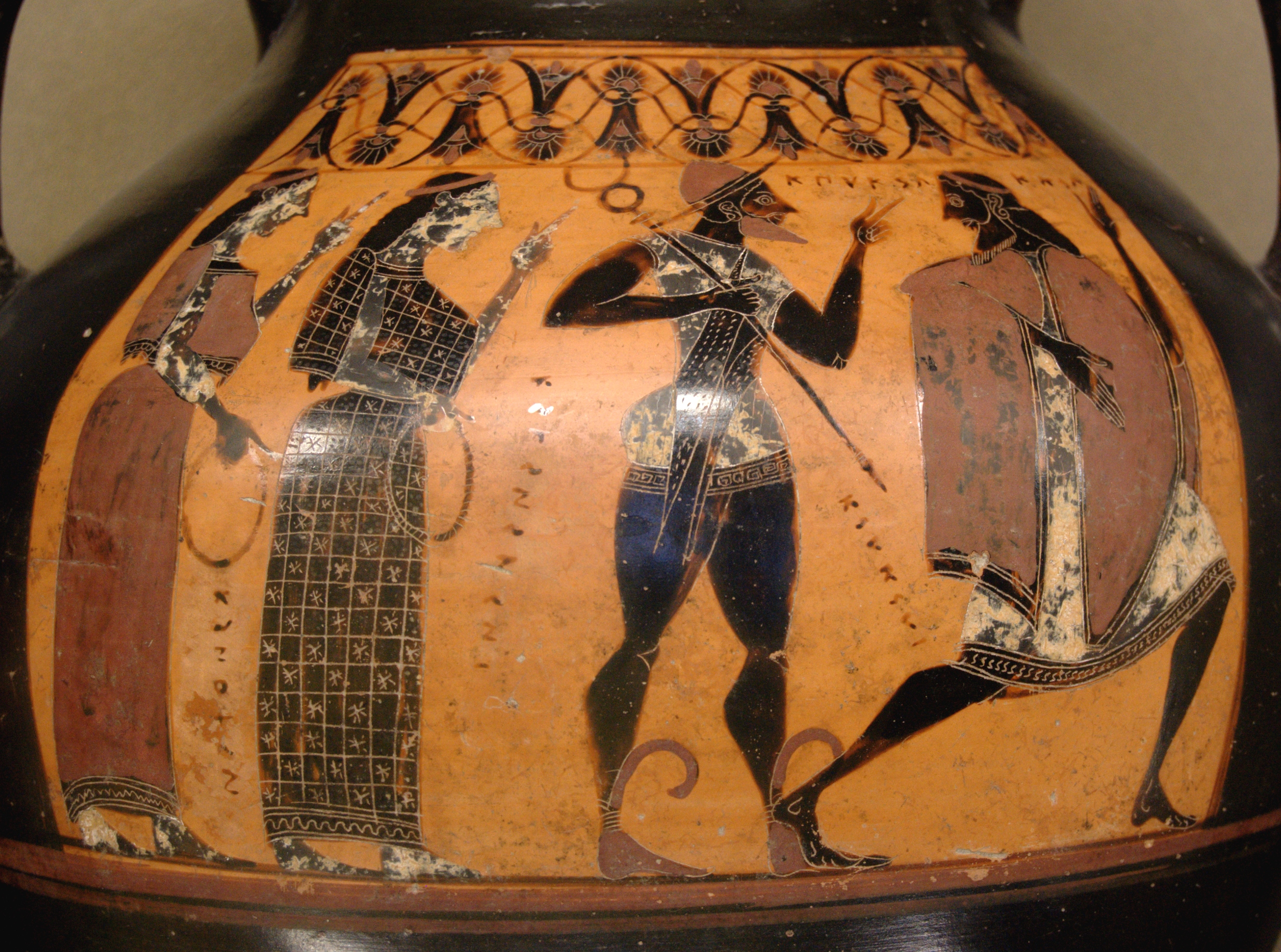
Das Urteil des Paris auf einer attisch-schwarzfigurigen Amphore, um 550 v. Chr. (Louvre)
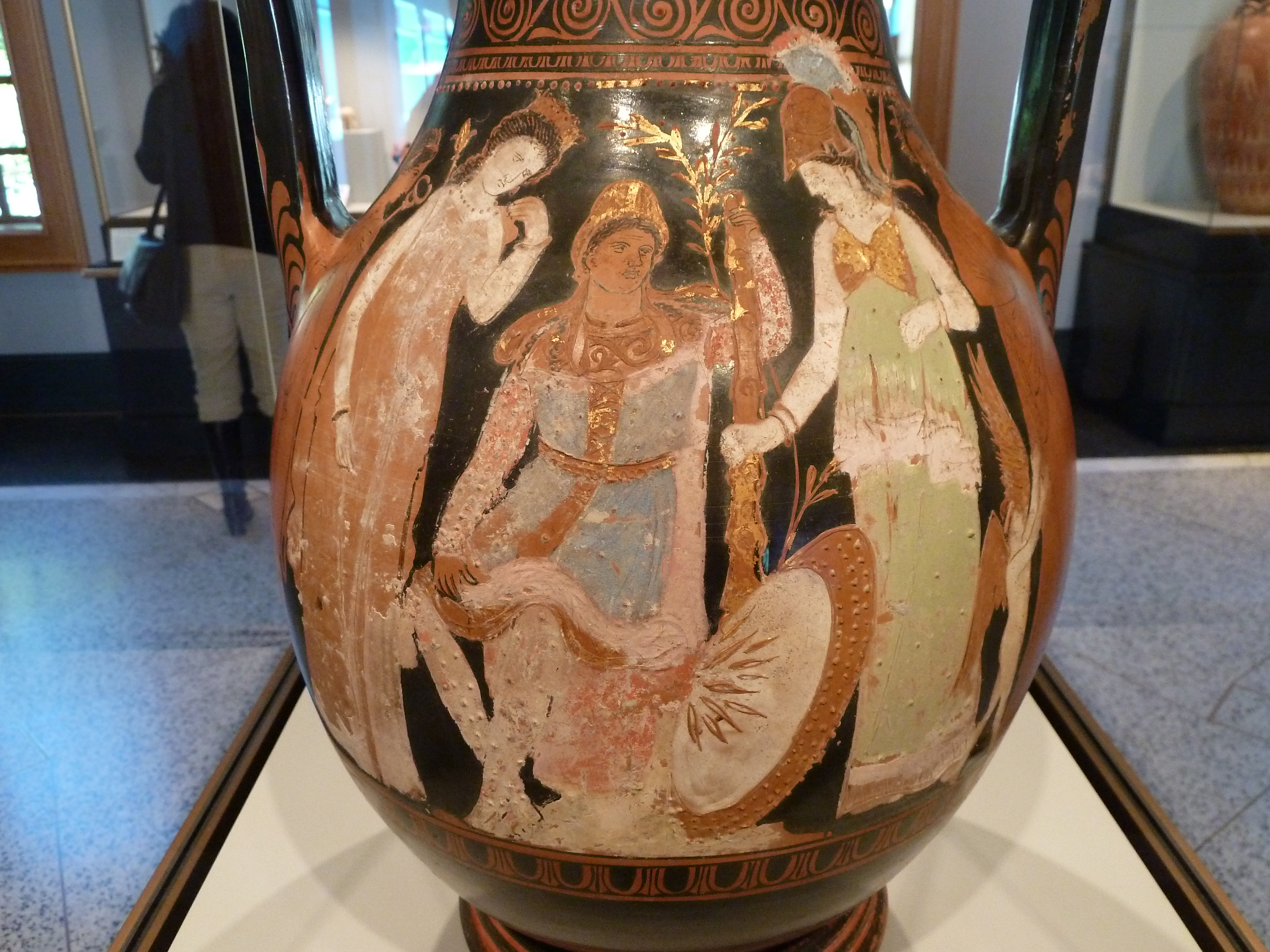
Attischer Krug mit dem Urteil des Paris, um 360 v. Chr. (J. Paul Getty Museum, Malibu)
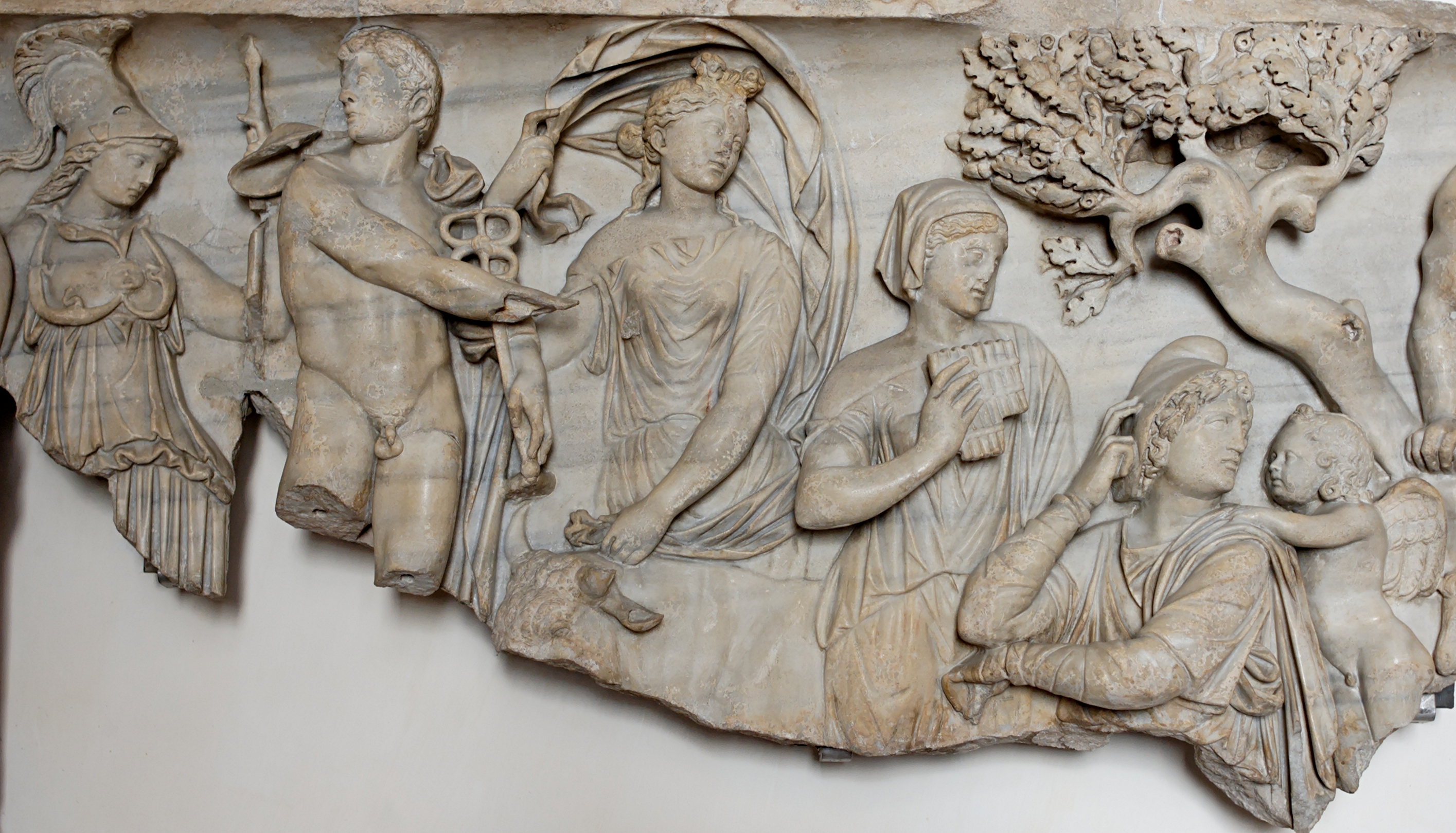
Das Urteil des Paris auf einem römischen Sarkophag, um 100 n. Chr. (Museo Nazionale Romano, Rom)
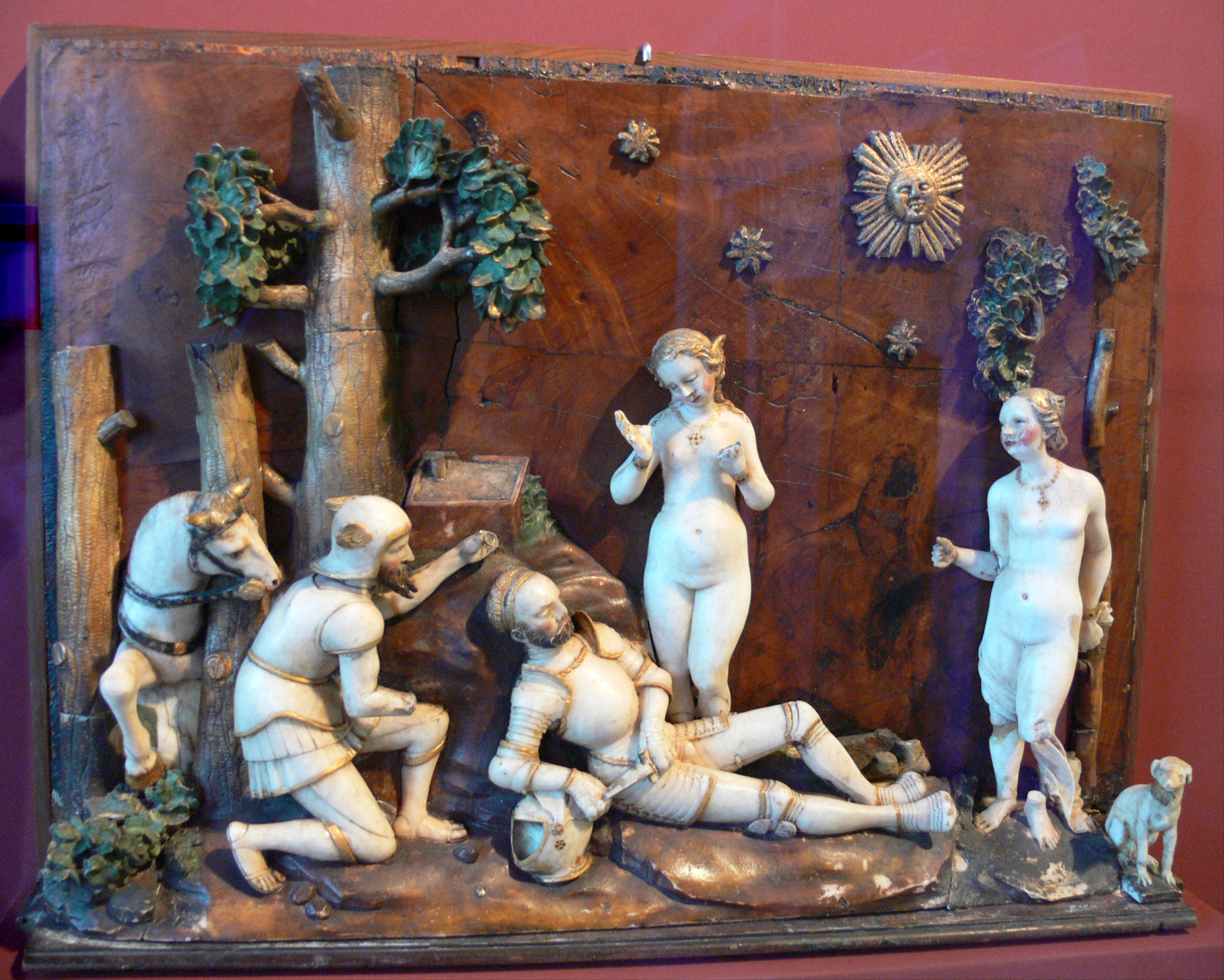
Das Urteil des Paris, Alabaster auf Holzplatte, um 1535 (Bode-Museum, Berlin)

## Kult

### Herkunft des Kultes

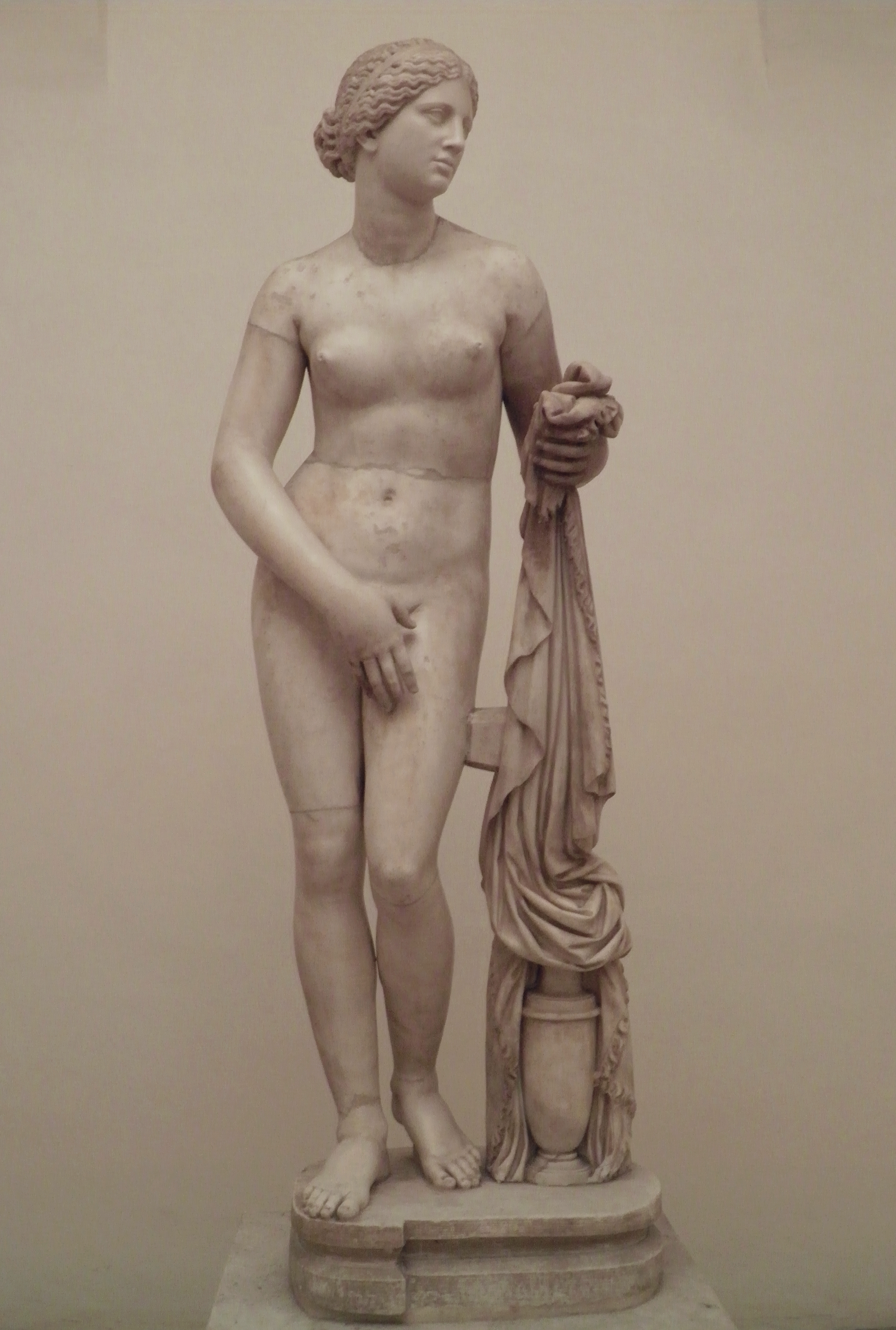
Aphrodite von Knidos, römische Kopie nach einem Original des Praxiteles aus dem vierten Jahrhundert v. Chr. (Museo Nazionale Romano)

Antike Schriftsteller wie Herodot und Pausanias sahen den Ursprung des Kults der Aphrodite Urania in Phönizien bzw. dem Alten Orient. Als mögliche Ursprungsorte des Kults wurden dabei Assyrien und das phönizische Askalon, als frühe Manifestationsorte in der griechischen Welt Paphos auf Zypern und die ionische Insel Kythera hervorgehoben. Dagegen ging Georg Ferdinand Dümmler in seinem Artikel für Paulys Realencyclopädie der classischen Altertumswissenschaft, gestützt auf die Untersuchung der Kultstätten, von einem thessalischen Ursprung des nach ihm zunächst pelasgischen Aphrodite-Kults aus.
In neuerer Zeit hat der Gräzist Walter Burkert auf zahlreiche Parallelen zwischen Aphrodite, der mesopotamischen Ištar und der syrischen ʿAštart hingewiesen. Die androgynen Züge des Aphrodite-Kults führte er auf männliche oder vermännlichte Varianten ihrer nahöstlichen Entsprechungen zurück (vgl. Aphroditos, Hermaphroditos, ʿAthtar); so erschien namentlich Ištar als bärtige Kriegsgöttin. Demgegenüber haben Gabriella Pironti und Stephanie L. Budin auf die Seltenheit der Kulte einer bewaffneten Aphrodite sowie auf die Möglichkeit hingewiesen, diese kriegerischen Züge aus dem universalen Charakter der Liebesgöttin oder auch durch Assoziation mit dem Kriegsgott Ares zu erklären. Den Beinamen der Urania sah Burkert in dem der „Himmelskönigin“ ʿAštart vorgebildet. Weitere Gemeinsamkeiten der Kulte von Aphrodite und ʿAštart erkannte Burkert in der Opferung von Tauben und der Darbringung von Weihrauch, in der Verbindung mit der See sowie dem Gartenbau und in der Existenz unbekleideter Kultbilder. Der Annahme eines schlichtweg orientalischen Ursprungs der Göttin stehe allerdings das Alter des monumentalen Aphrodite-Tempels im zyprischen Paphos entgegen, der auf die Anfänge der mykenischen Besiedlung im zwölften Jahrhundert v. Chr. zurückgeht. Die phönizische Kolonisierung Zyperns, in deren Zuge auch ein Astarte-Heiligtum in Kition entstand, wird dagegen erst ins neunte Jahrhundert datiert.

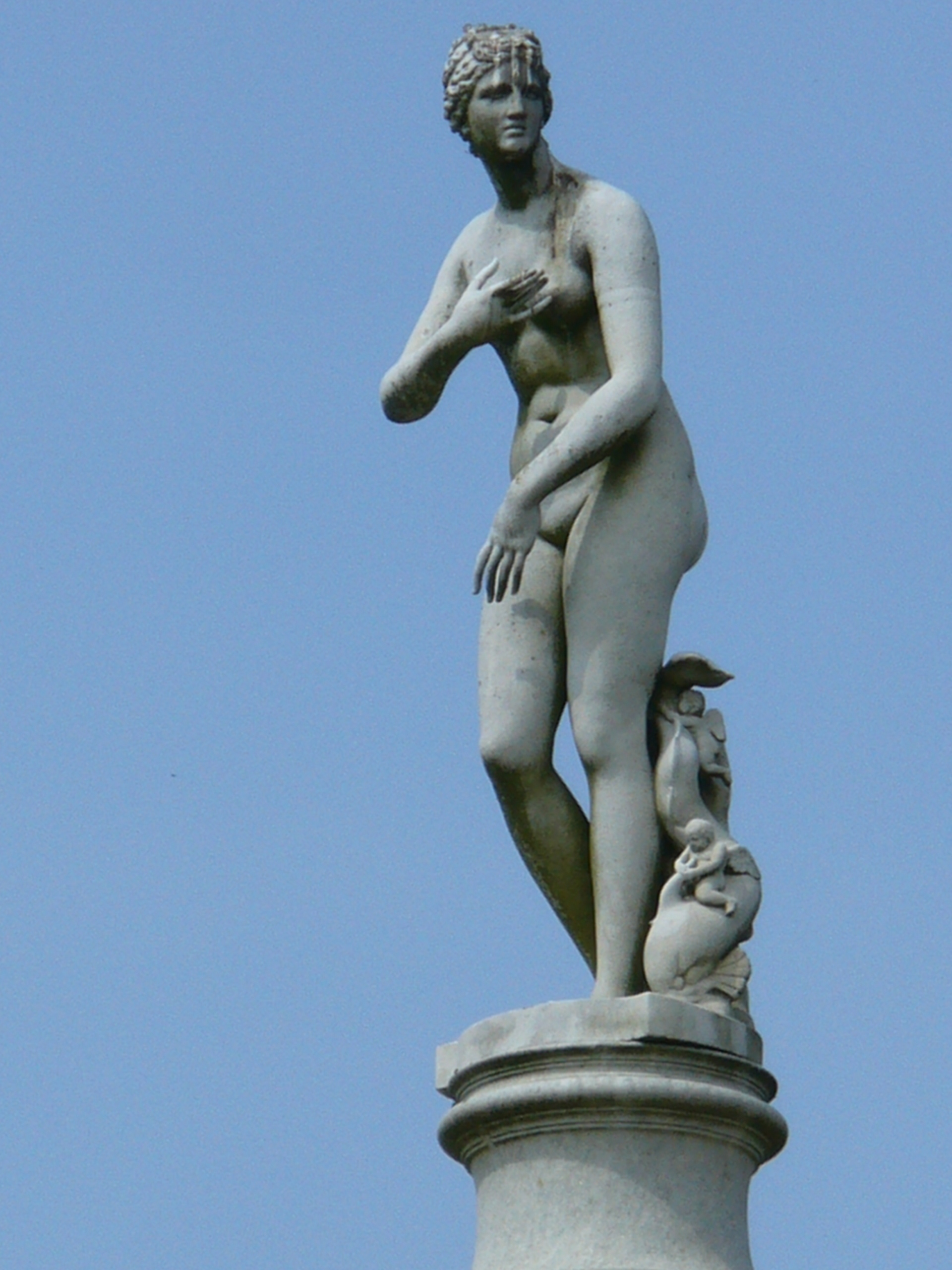
Dem Bade entstiegene Venus des Medici-Typs (Sanssouci, Potsdam)

Als Indiz eines orientalischen Einflusses wurde häufig die Tempelprostitution angesehen. Herodot berichtet von einem Brauch der Babylonier, den er zwar selbst als deren „hässlichsten“ bezeichnet, der sich so ähnlich aber auch „hier und da“ in Zypern finde: Jede Frau müsse sich einmal im Leben im Tempel der assyrischen Liebesgöttin Mylitta einem Freier für Geld hingeben, wobei freilich die Hübschen und Stattlichen schneller fertig wurden als die Hässlichen. An einen zu seiner Zeit stark zurückgegangenen oder gar versiegten Tempeldienst geweihter Hierodulen erinnert Strabon für den sizilischen Berg Eryx und in Korinth. Aus Korinth ist ein frühes Graffito des Astarte-Namens überliefert, das eine Rezeption der orientalischen Kultbräuche wahrscheinlich macht. Skeptisch gegenüber einer institutionalisierten „sakralen Prostitution“ in der griechischen Welt bleibt Vinciane Pirenne-Delforge.
Die indogermanistisch fundierte Mythenforschung hat anhand sprachlicher Elemente, die übereinstimmend in den indischen Veden und der epischen Literatur des antiken Griechenlands sowie fallweise anderer indogermanischer Sprachen zu finden sind, einige aus der indogermanischen Religion ererbte Elemente des Aphrodite-Mythos aufgewiesen und so für eine Herkunft der mythologischen Figur von der indogermanischen Göttin der Morgenröte votiert. Hervorgehoben wurden dabei insbesondere das Bildmotiv der Schaumgeburt und das Aufsteigen der Göttin aus den Meeresfluten, welche auf den Sonnenaufgang verweisen und darüber hinaus ein einflussreiches Bildmotiv der antiken (und modernen) Kunstgeschichte darstellen.

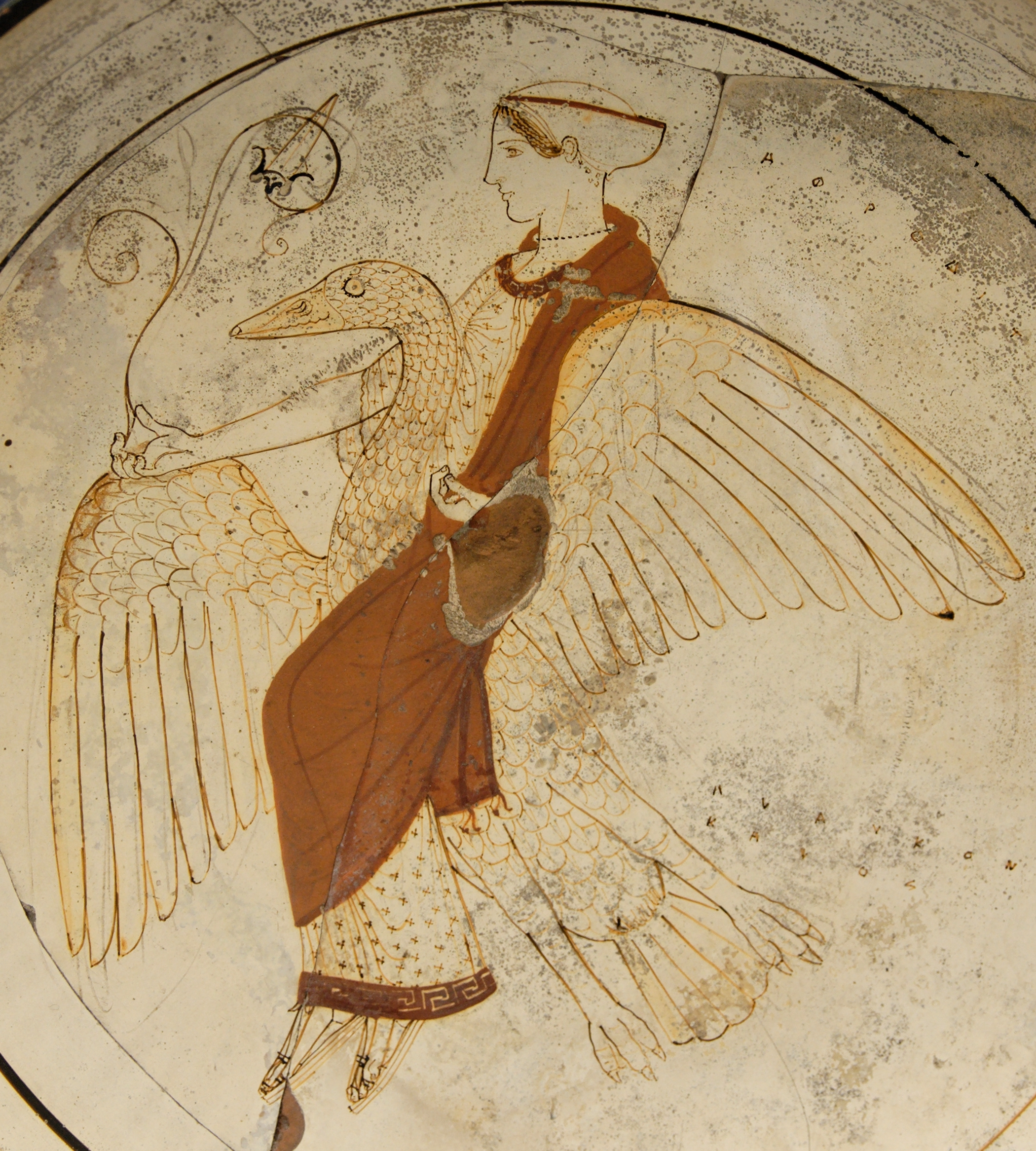
Aphrodite auf einem Schwan, rotfiguriges Tondo des Pistoxenos-Malers auf einer weiß grundierten attischen Kylix, um 460 v. Chr. (British Museum, London)

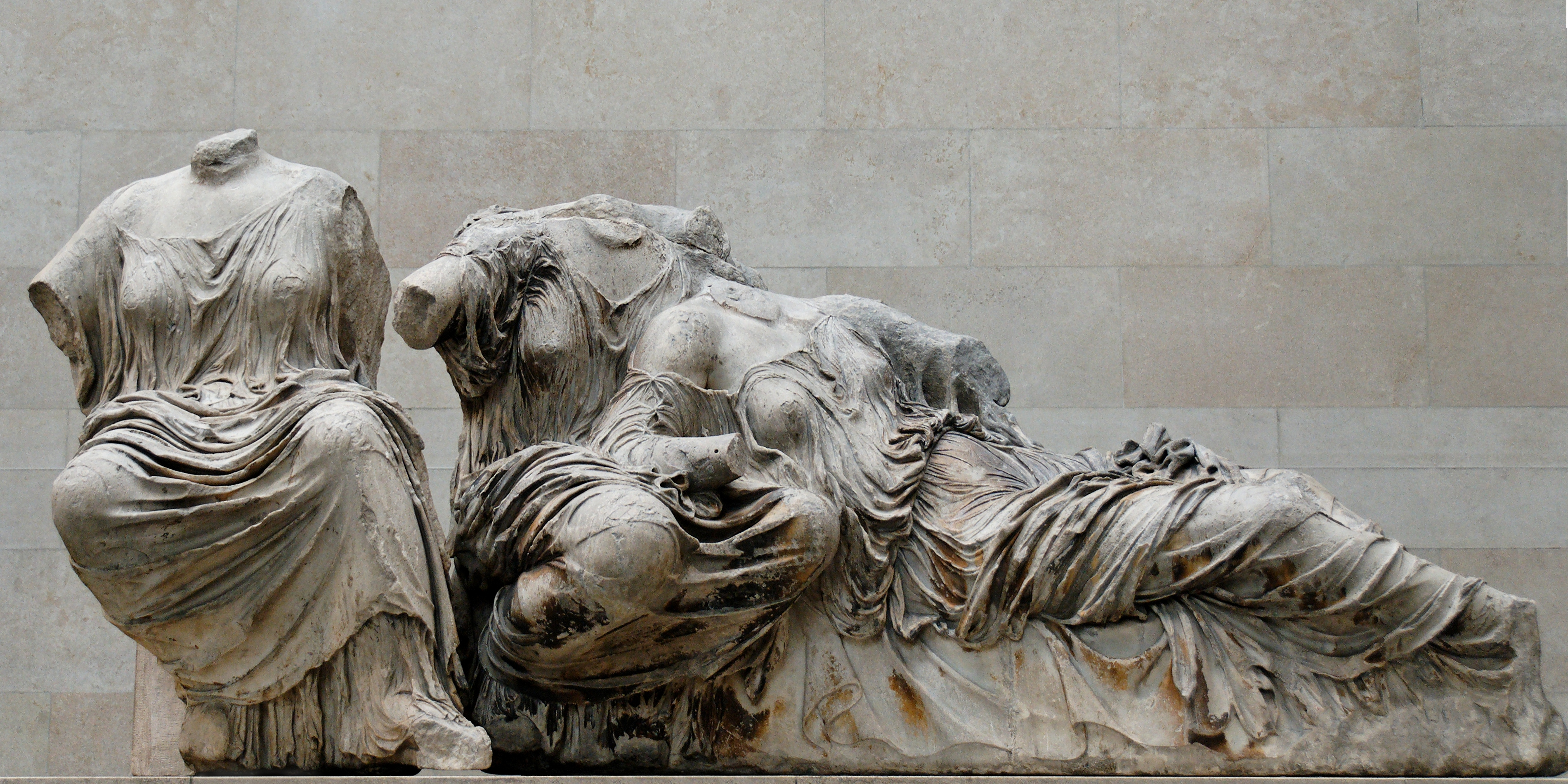
Die Figuren K, L und M vom Ostfries des Parthenon, rechts vielleicht Aphrodite, um 440 v. Chr. (British Museum)
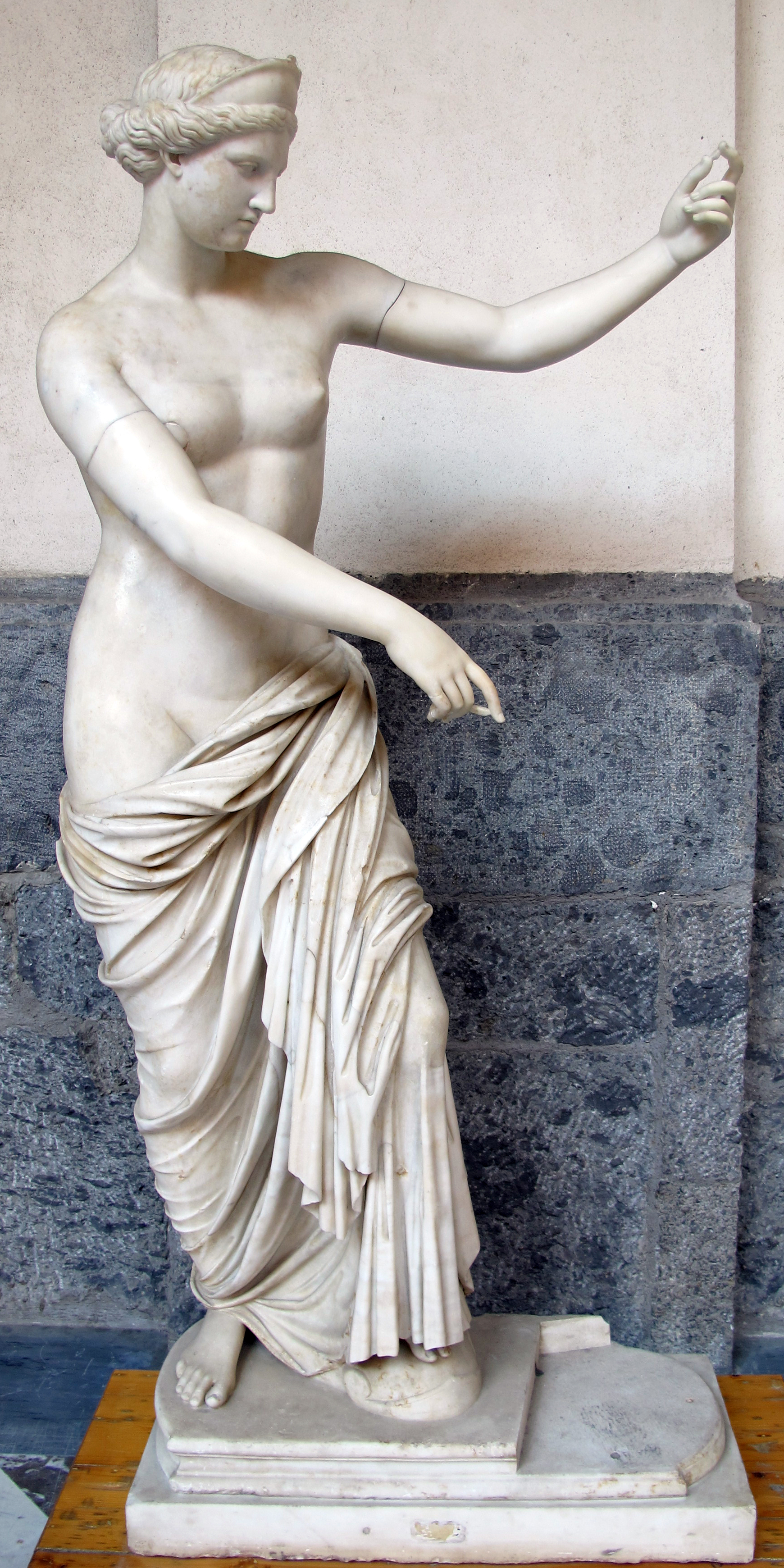
Aphrodite des Capua-Typs, römische Kopie nach einem hellenistischen Original des dritten Jahrhunderts v. Chr. (Archäologisches Nationalmuseum Neapel)
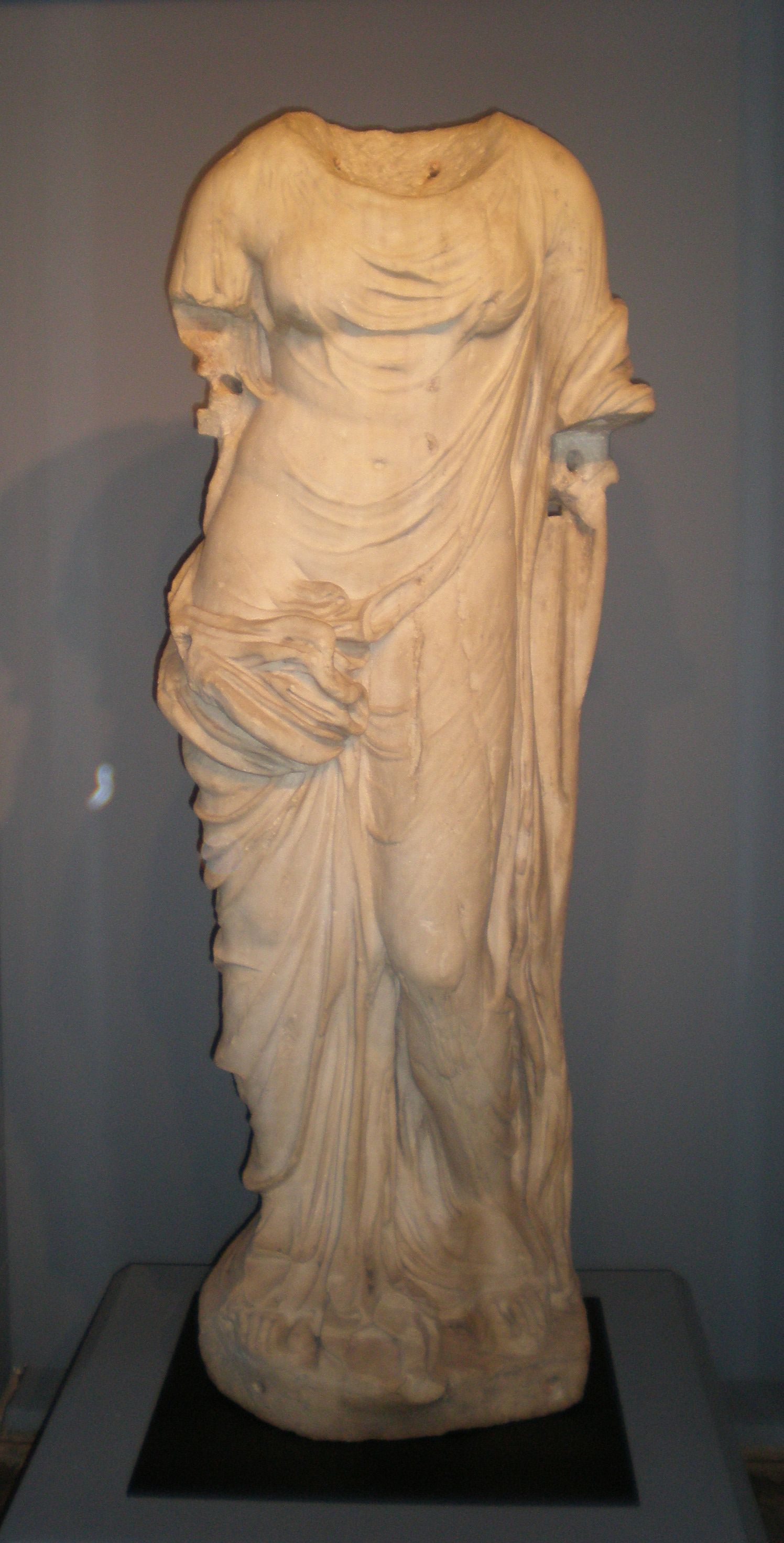
Statue des sogenannten Venus-Genetrix-Typs, erstes Jahrhundert v. Chr. (Iris & B. Gerald Cantor Center for Visual Arts, Stanford)
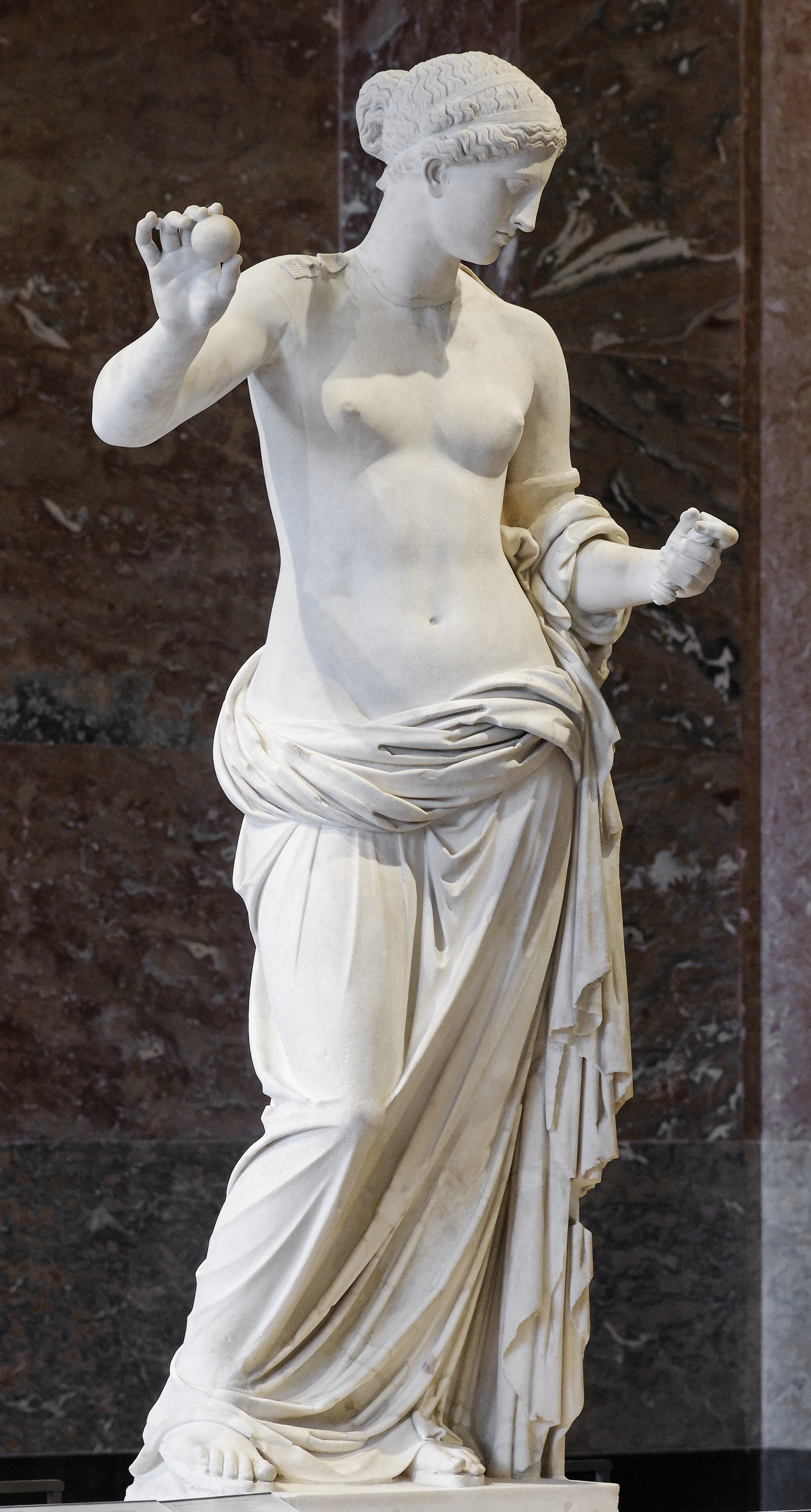
Die Venus von Arles, römische Kopie, vielleicht nach einem praxitelischen Original, im 17. Jahrhundert restauriert (Louvre)

### Symbole und Attribute
Die Göttin wird oft in Verbindung mit Tieren wie der Taube, der Schwalbe, dem Schwan und dem Sperling gebracht, aber auch der Bock, die Schildkröte (auf ihr ruhte der Fuß des gold-elfenbeinernen Standbildes der Aphrodite Urania in Elis von der Hand des Phidias), der Delphin und der Hase können ihr Symbol sein. Ihr Symbole sind außerdem der Spiegel und der Gürtel der Venus.
Insbesondere ist sie die Göttin der Blumen, Bäume und Früchte, unter denen ihr Anemone, Rose, Zypresse, Linde, Myrte und Apfel heilig sind. Neben Tempeln besaß sie daher auch heilige Haine. Häufig wurde sie mit dem im Urteil des Paris gewonnenen Apfel in der Hand dargestellt. Auch durch Dost, Granatapfel und Mohnblüte wird sie repräsentiert. Zu ihren Kranzblumen gehörte auch der spitzblättrige Spargel (Asparagus acutifolius). Viele Pflanzen, die psychoaktiv oder erotisierend wirken (Aphrodisiaka), intensiv duften oder deren Form Symbolcharakter hat, wurden mit Aphrodite in Zusammenhang gebracht und zu ihren Festen verwendet.

### Beinamen und Epiklesen

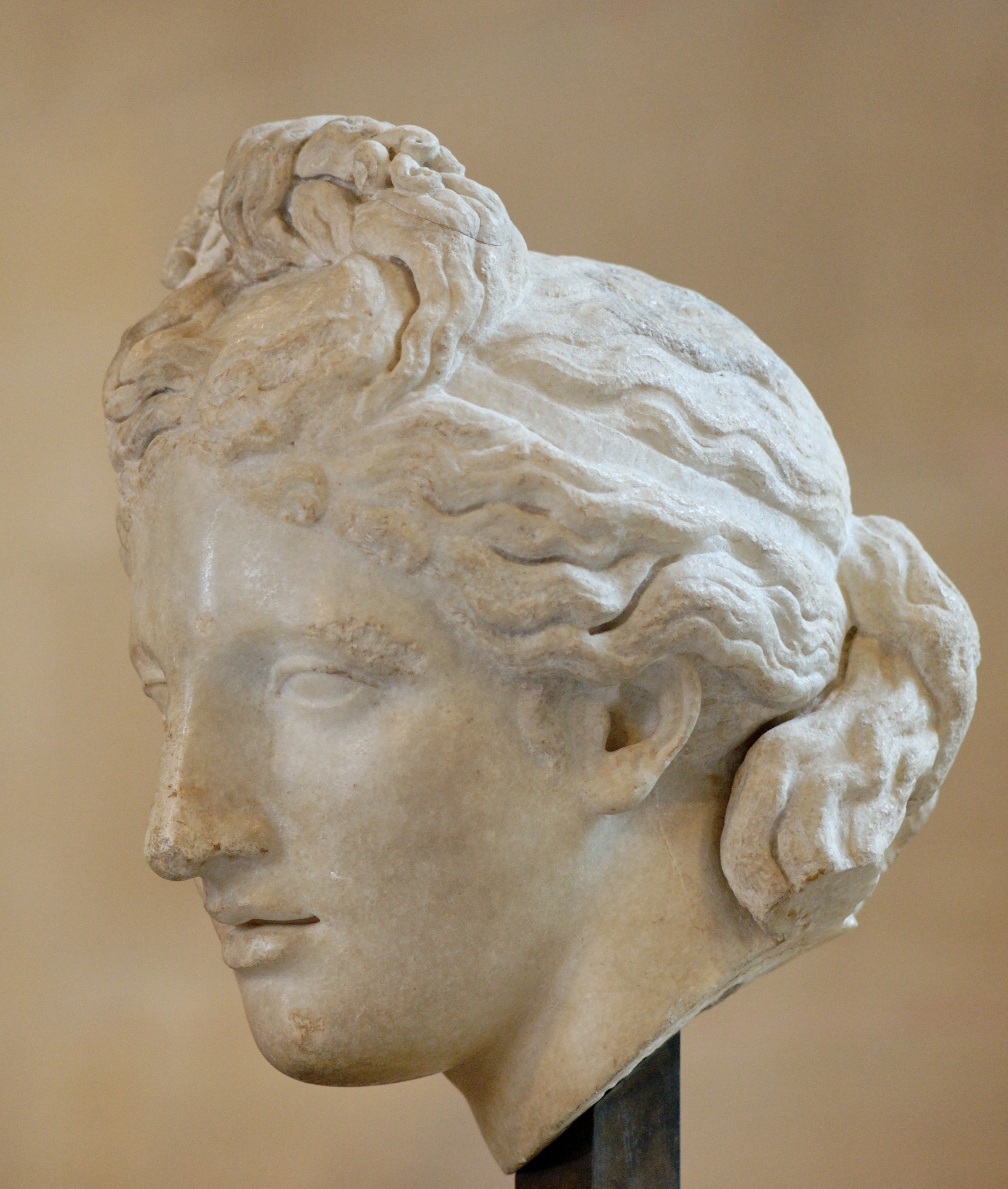
Kopf einer Aphroditestatue des kapitolinischen Typs, römische Kopie aus dem zweiten Jahrhundert n. Chr. (Louvre)

Aphrodite besaß zahlreiche Beinamen, die zum einen Aspekte ihrer Verehrung reflektieren. In anderen Epiklesen finden sich Art und Namen ihrer Kultstätten und Heiligtümer wieder.

#### Aphrodite Urania und Pandemos

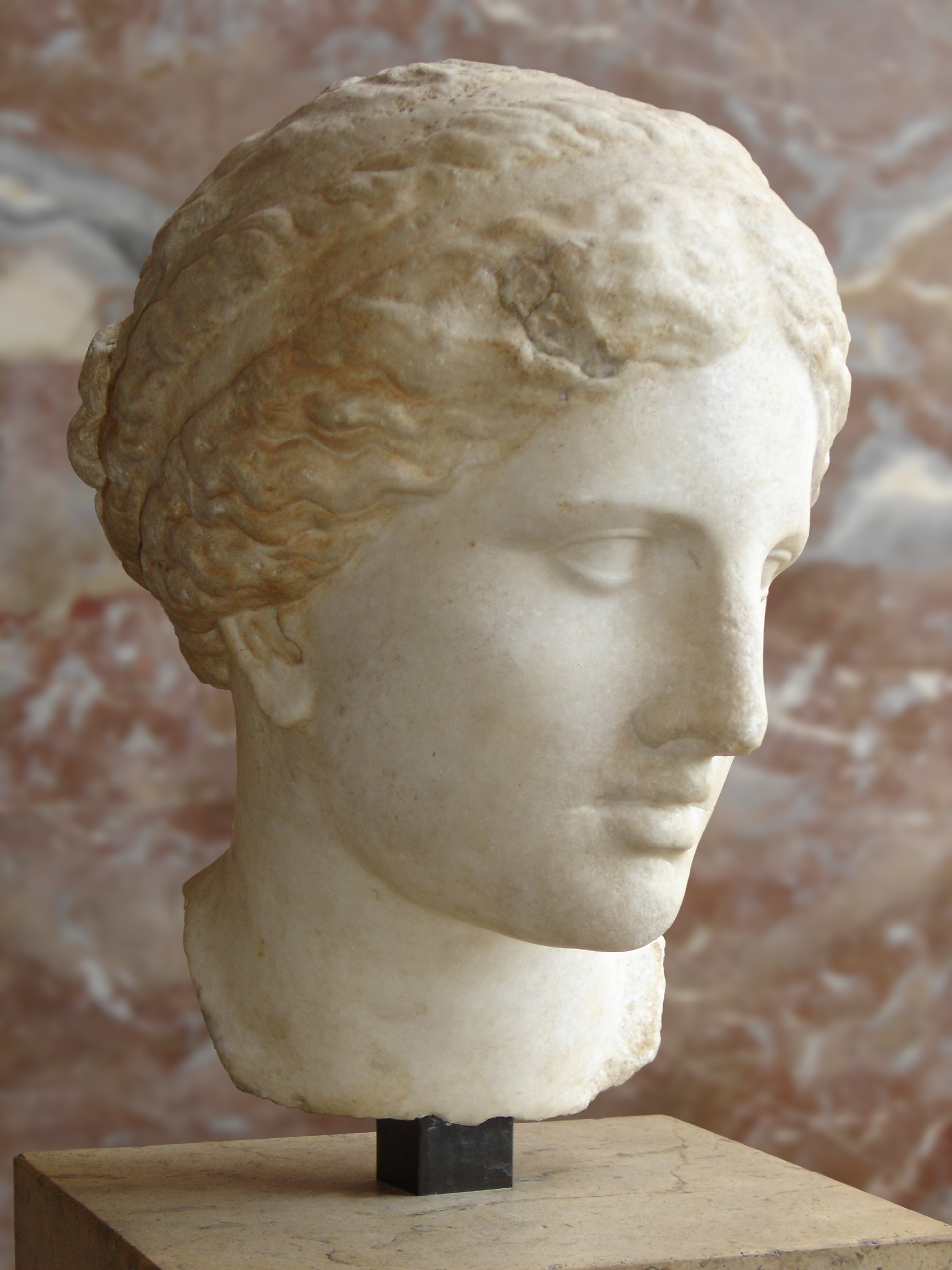
Aphrodite von Knidos, Kopf einer Statue nach einem praxitelischen Original, um 150 v. Chr. (Louvre)

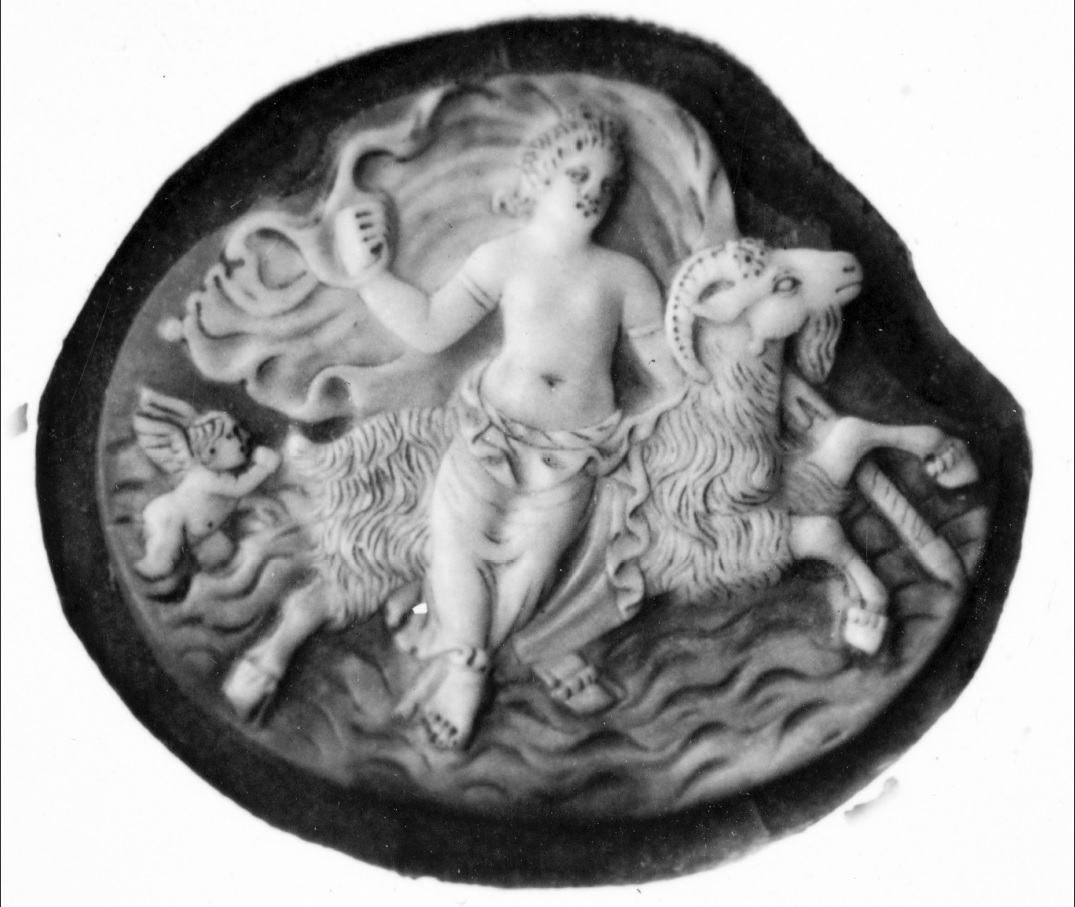
Achat-Onyx-Kamee der Aphrodite epitragía, um 100 v. Chr. (Archäologisches Nationalmuseum Neapel)

Nach Herodot war es speziell der Kult der Aphrodite Urania (Οὐρανία „die Himmlische“), der aus dem syrischen Askalon nach Zypern gelangt war. Nach Pausanias wurde der Kult der Urania zunächst im zyprischen Paphos angesiedelt. Durch Kultepiklesen ist der Beiname für Attika, Korinth (als Πειθώ Οὐρανία Peithṓ Ouranía) und das chersonesische Pantikapaion (Οὐρανία Ἀπατούρη Βοσπόρου μέδουσα Ouranía Apatoúrē Bospórou médousa) belegt. In Athen existierte „in den Gärten“ (ἐν κήποις), die wohl am Ilisos lagen, ein Tempel der Aphrodite Urania, die dort auf einem hermenartigen Idol als „älteste der Moiren“ bezeichnet wurde. Daneben gab es am selben Ort auch ein bedeutendes Standbild der Göttin von der Hand des Alkamenes. Pausanias berichtet von einem jährlichen Festbrauch, in dem jungfräuliche Priesterinnen, die sogenannten Arrephoren, vom Tempel der Athene Polias mit unbekannter Fracht zum Heiligtum der Aphrodite „in den Gärten“ geschickt wurden, welches sie u. a. durch einen unterirdischen Gang erreichten, um dort wiederum verdeckte Gegenpost zu erhalten; im Anschluss an dieses Festritual, die Arrephoria, wurden die Priesterinnen aus dem Tempeldienst entlassen. Ein zweiter athenischer Tempel der Urania fand sich in der Nähe des Kerameikos und der Stoa Basileios mit einem Standbild des Phidias. In Piräus stand ein Tempel der Aphrodite Syría Uranía (Συρία Οὐρανία „die Himmlische aus Syrien“).
Der Beiname der Pándemos (Πάνδημος „die bei jeglichem Volk“, von ὁ δῆμος ho dḗmos „Volk, Gemeinde“) wurde mit der politischen Organisation verschiedener Gemeinwesen verknüpft (vgl. Demos). Aphrodite fungierte dabei als Gottheit der „staatsbürgerlichen Eintracht und Harmonie“. Die attische Pandemos hieß daneben auch epitragía (ἐπιτραγία „die auf dem Bocke“), angeblich weil sich bei der Abfahrt des Theseus nach Kreta die Opferziege in einen Bock verwandelt habe. Bocksopfer waren überregional charakteristisch für Aphrodite. Als Polisgöttin diente Aphrodite darüber hinaus vermutlich im epirotischen Kassope und im thessalischen Metropolis. Gelegentlich traten die beiden Epiklesen auch nebeneinander auf. So rühmte sich das boiotische Theben dreier archaischer Holzbilder der Aphrodite Urania, Pandemos und Apostrophía (Ἀποστροφία „Abwenderin“), die durch Harmonia gestiftet und aus den Bugfiguren der Schiffe des Kadmos erstellt worden seien.

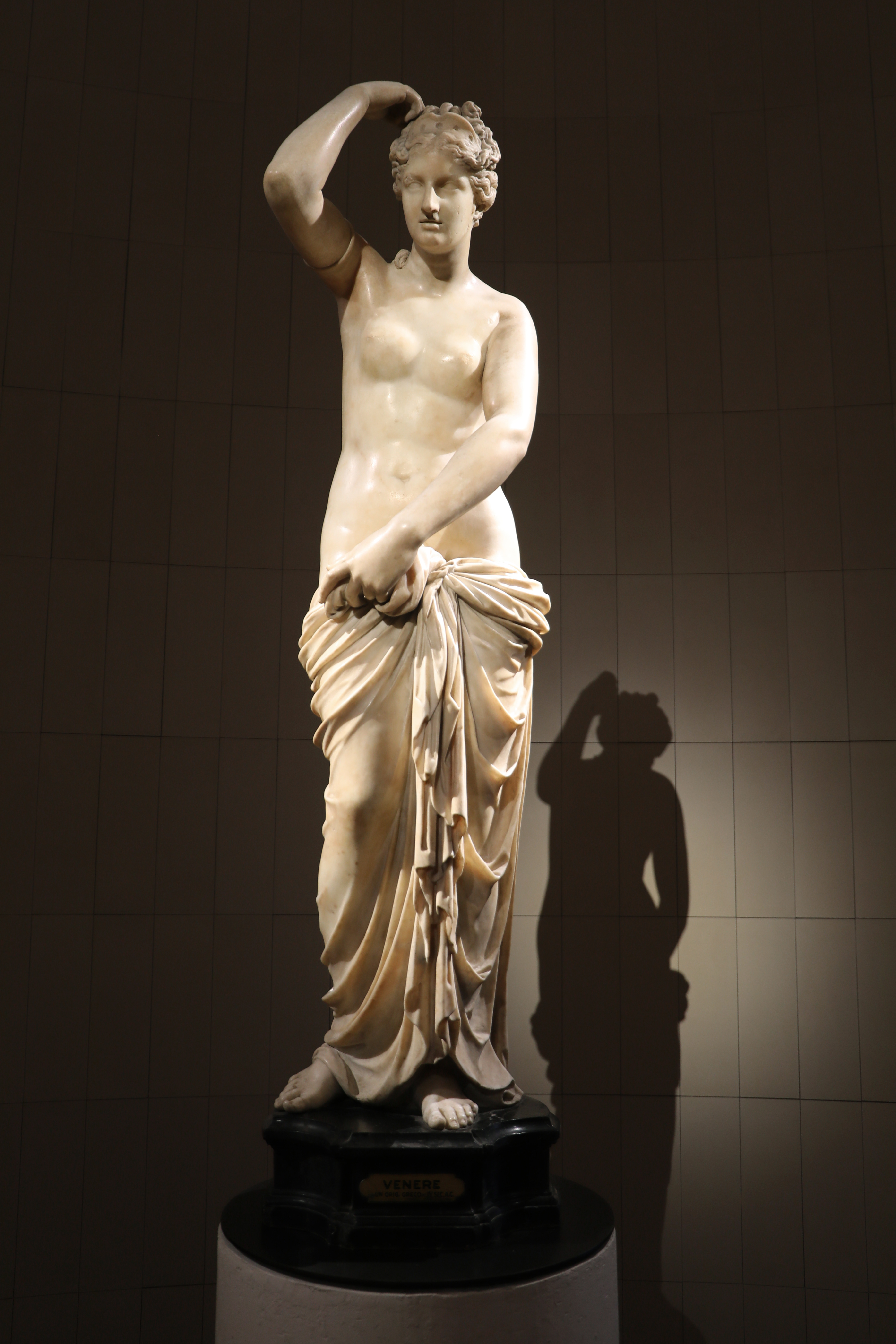
Florentiner Statue der Aphrodite, fotografiert von Giorgio Sommer

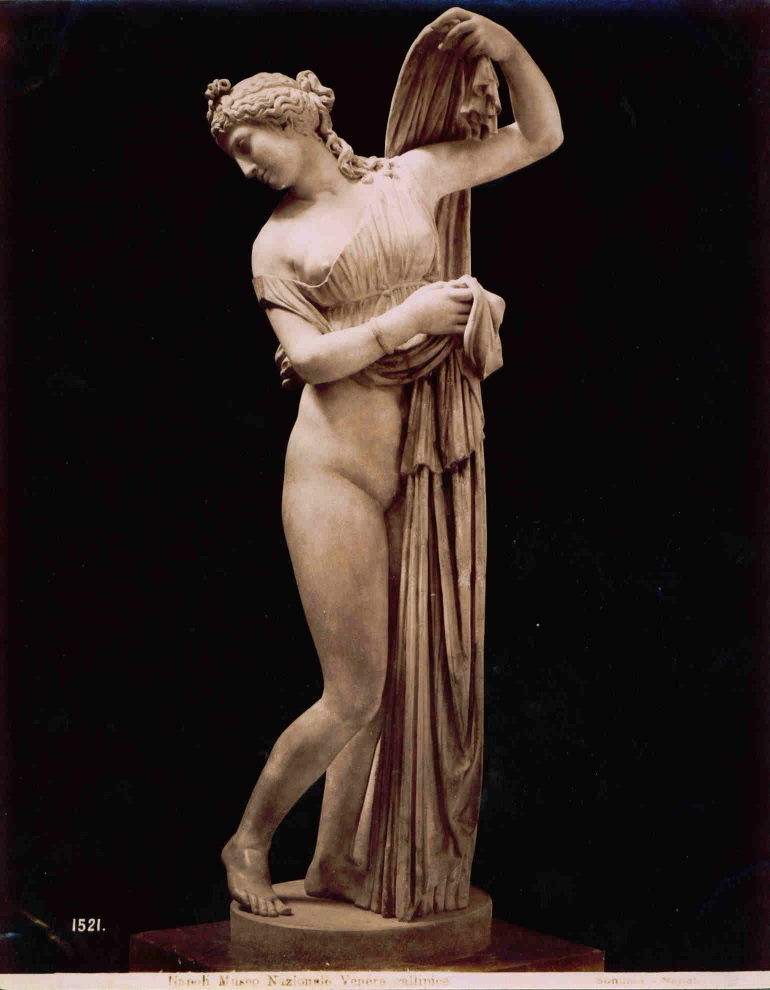
Statue der sogenannten Aphrodite Kallipygos, gefunden in Rom (heute im Archäologischen Nationalmuseum Neapel)

#### Aphrodite als Meeresgöttin, Argynnis
Bedeutend waren zudem verschiedene Beinamen, die auf die Sphäre des Meeres und der Schifffahrt Bezug nahmen: Pelagía (Πελαγία, vgl. die heilige Pelagia), Pontía (Ποντία), Thalassía (Θαλασσία „die vom Meer“), Eúploia (Εὔπλοια „die gute Seefahrt verleiht“, so auf Knidos) oder auch Limenía (Λιμενία „die vom sicheren Hafen“) hieß Aphrodite als Schaumgeborene und Nothelferin der Seefahrer. Als einer der bemerkenswertesten Tempel der Aphrodite Pontia und Limenia wird der von Hermione in der Argolis erwähnt, wo man über ein eindrucksvolles Marmorstandbild verfügte. Nicht zuletzt war Thalassa („die See“) die ‚Mutter‘ der Liebesgöttin nach einem der Geburtsberichte; sie selbst wurde häufig mit Poseidon zusammen verehrt, so namentlich in der Argolis und Arkadien, in Korinth, Orchomenos und Patrai.
Als Argynnís (Ἀργυννίς, auch Argounís, Ἀργουνίς) wurde Aphrodite in Boiotien verehrt. Hier soll Agamemnon den jungen Argynnos im Kephisos schwimmen gesehen und sich in ihn verliebt haben, so dass er die in Elis versammelten Griechen vergaß. Dem ertrunkenen Argynnos weihte er ein Aphrodite-Heiligtum, das Argynnion. Friedrich Max Müller und jüngst Michael Janda haben den Beinamen mit einem Epitheton der vedischen Uṣas (árjunī- „hellglänzend“) verknüpft und darin eine Bestätigung der Verwandtschaft der beiden Göttinnen gesehen.

#### Aphrodite als Eheschließerin
Als Nymphía (Νυμφία „die Bräutliche“) wurde Aphrodite in Hermione verehrt. Hier opferten Jungfrauen vor der Eheschließung ebenso wie Witwen, die sich wieder verheiraten wollten. Ähnlich mutet der Kult der Aphrodite Hera in Sparta an, bei deren hölzernem Bild Mütter opferten, wenn ihre Töchter heirateten.

#### Die kriegerische Aphrodite
Der Beiname Areía (Ἀρεία), unter dem Aphrodite in Sparta mit einem der ältesten griechischen Holzbilder verehrt wurde, ist wohl als „die zum Ares Gehörige“ zu verstehen; der byzantinische Scholiast Tzetzes verband den Namen gleichwohl eher mit Harmonia als mit Aphrodites Gemahl Ares. In Delphi verehrte man Aphrodite unter dem Beinamen árma (ἄρμα), was als eine Umschreibung des Liebesaspekts der Göttin gilt. Eindeutig auf eine waffentragende Liebesgöttin deuten dagegen Epiklesen wie jene der ebenfalls in Sparta belegten enóplios (ἐνόπλιος „die Gerüstete“) hin. Pausanias berichtet von einem Heiligtum in Akrokorinth, in dem sie in Waffen gemeinsam mit Helios und dem bogenbewehrten Eros verehrt wurde. In Sparta wurde die enóplios hingegen zusammen mit den Moiren und der Artemis verehrt. Laut Stephanie L. Budin sind die meisten Kulte einer waffentragenden Aphrodite (mit Ausnahme des spartanischen) erst aus hellenistischer (so in Süditalien) oder römischer Zeit (Korinth) belegt; denkbar sei daher auch die Beeinflussung durch die römische Venus Victrix. Gabriella Pironti hat auf die vielfältigen Anknüpfungspunkte verwiesen, die sich im Mythos (Geburt aus einer Bluttat, Heirat mit dem Kriegsgott Ares) und Kult der Aphrodite für die Entfaltung eines kriegerischen Aspektes böten: Aphrodite Pandemos als Polis-Göttin hätte naturgemäß einen Einfluss auf Sieg und Niederlage ihres Demos.

#### Aphrodite die Dunkle, Aphroditos, Hermaphroditos
Melainís oder Mélaina (Μελαινίς, Μέλαινα „die Schwarze“) hieß Aphrodite in Korinth, in Thespiai und Mantinea, wo die Göttin gemeinsam mit dem Dionysos verehrt wurde. Pausanias bezieht den Namen auf die Schwärze der Nacht, da beim Menschen die Begattungen nicht wie bei den Tieren am Tage geschehen, sondern in der Nacht. Neuerdings wurde die Epiklese als Ausdruck eines chthonischen Aspekts der Liebesgöttin gedeutet, die über die „schwarze Erde“ herrsche. Zu vergleichen ist vielleicht der aus Phaistos belegte Beiname der Skotía (Σκοτία „die Dunkle“). Eine Aphrodite epitymbidía (ἐπιτυμβιδία „die von den Gräbern“) wurde in Delphi mit Trankopfern verehrt und sollte zur Psychomantie verhelfen. Auf einen noch dunkleren Aspekt – den der Rache nehmenden Göttin – nehmen Epiklesen wie androphónos (ἀνδροφόνος „die Männermordende“) und anosía (ἀνοσία „die Unheilige“) Bezug.
Die Varianten Aphroditos (Ἀφρόδιτος) und Hermaphroditos (Ἑρμαφρόδιτος) bezeichneten vermännlichte Formen der Aphrodite mit maskuliner, manchmal bärtiger Gestalt wie in Amathous auf Zypern.

#### Lokale Kulte
Akraía (Ἀκραία „die von den Gipfeln“; vgl. Aphrodite Akraia) ist wie bei anderen Göttern so auch in Aphrodites Fall verbunden mit Bergheiligtümern, die in Knidos, Troizen, auf Zypern und in Argos belegt sind. Eventuell hingen diese Bergheiligtümer mit dem uranischen Aspekt der Gottheit zusammen.
Akidalía (Ἀκιδαλία, Acidalia mater) als Beiname der Aphrodite verbindet sich mit der boiotischen Akidalia-Quelle, an der sie als Gattin des Dionysos und Mutter der (in dem Quell badenden) Chariten verehrt wurde. In Dodona wurde vor allem Zeus mit seiner ersten Gattin Dione – nach Homer die Mutter der Aphrodite – verehrt. Der Vergil-Kommentator Maurus Servius Honoratus spricht allerdings kurzerhand von einem Zeus und der Aphrodite geweihten Tempel („ubi Iovi et Veneri templum a veteribus fuerat consecratum“). Herodot berichtet von der Gründung des Orakels durch eine im ägyptischen Theben freigelassene Taube, die der Historiker selbst als von dort entsandte Priesterin dechiffriert.
Erykíne (Ἐρυκίνη, lateinisch Erycina) hieß die Göttin nach einem Heiligtum am Berg Eryx auf Sizilien, dessen Name seinerseits auf den eines Aphrodite-Sohns Eryx zurückgeführt wird. Idalia war ein nur selten bei den Römern gebrauchter Beiname nach der Stadt Idalion auf Zypern, wo es Temenos und Tempel der Aphrodite gab.
Kýpris, Kypría, Kyprogenḗs oder Kyprogéneia (Κύπρις, Κυπρία, Κυπρογενής, Κυπρογένεια „Kyprosgeborene“; lat. Cypria) leitet sich von der Insel Zypern ab, vor deren Küsten sie nach einem ihrer Geburtsmythen zur Welt kam. Nach Pindar ist Aphrodite Herrin über Kypros. Strabon bringt zwei Zitate nach Alkman und Aischylos (oder Archilochos?), die jeweils Kypros und Paphos (als totum und pars) zum Reich der Aphrodite erklären. In Palaia Paphos (Alt-Paphos) am Ortsrand der heutigen Ortschaft Kouklia auf Zypern befand sich eines der bedeutendsten Zentren der Verehrung der Aphrodite, woher der Beiname Paphía (Παφία „die Paphische“) rührte. Touristischen Wert erhält diese Verbindung des Aphrodite-Kults mit Paphos heute, wenn die südlich von Kouklia gelegene Pétra tou Romioú (Πέτρα του Ρωμιού „Römerfels, Griechenfels“) als Geburtsort der Aphrodite ausgegeben wird. Daneben war ein auf den Ruinen einer älteren Basilika errichteter mittelalterlicher Kirchenbau in Neu-Paphos, der heute nach der Agía Kyriakí Chrysopolítissa (Αγία Κυριακή Χρυσοπολίτισσα) benannt ist, bis zu Beginn des 20. Jahrhunderts der Panagía Afrodítissa (Παναγία Αφροδίτισσα, sinngemäß „Allerheiligste Gottesmutter der Aphrodite“) geweiht; hier soll auch Paulus gemeinsam mit dem heiligen Barnabas das Evangelium verkündet haben (Apostelgeschichte des Lukas 13,6–12).
Vorerst offen bleibt die Deutung des äußerst beliebten Beinamens Kythéreia (Κυθέρεια), der häufig vom Namen der Insel Kythera abgeleitet wurde, welche laut Hesiod ebenfalls als Geburtsstätte der Göttin gilt. Herodot zufolge soll der Kult in Kythera von Phöniziern dorthin eingeführt worden sein. Martin Litchfield West hat einen Zusammenhang mit dem ugaritischen Schmiedegott Koṯar-Ḫasis vorgeschlagen, was auch mit dem Aphrodite-Gatten Hephaistos zusammenpasse. Dagegen spricht nach anderen der lautliche Befund, der eine Ableitung aus der indogermanischen Wurzel von griechisch πόθος póthos („Verlangen“) ermögliche, so dass sich die Bedeutung „die mit dem Verlangen Befasste“ ergäbe.

## Philosophie
Der vorsokratische Philosoph Empedokles hat sein Prinzip der φιλότης philótēs („Freundschaft, Liebe“; daneben auch γηθοσύνη, στοργή, ἁρμονία) anfangs als Ἀφροδίτη oder Κύπρις benannt; die Liebesgöttin hätte demnach vor der Herrschaft des πῦρ pyr („Feuer“) im ὄμβρος ómbros („Wasser, (göttlicher) Regenguss“) gewaltet.
In Platons Symposion wird der Dualismus der Aphrodite Urania und Pandemos mit den beiden Geburtsmythen nach Hesiod (die himmlische, schaumgeborene Aphrodite) und Homer (die Tochter des Zeus und der Dione als die irdische Aphrodite) verknüpft. Im 19. Jahrhundert sollte Karl Heinrich Ulrichs diese Unterscheidung in seinem Neologismus „Uranismus“ für die gleichgeschlechtliche Liebe aufgreifen.

## Aphrodite und der Krieg in der neuzeitlichen Kunst
Zahlreiche Maler wurden durch die widersprüchliche Verbindung von Liebe und Krieg, die das Paar Aphrodite und Ares vereint, zu Werken inspiriert.
- Sandro Botticelli: Venus und Mars (1483) und die Die Geburt der Venus (1485)
- Piero di Cosimo: Venus, Mars und Amor (um 1500). Mars selbst scheint hier äußerlich der Venus angeähnelt, während seine Waffen zum Spielzeug in den Händen der Satyrkinder werden.
- Peter Paul Rubens: Die Schrecken des Krieges (1637/8), entstanden unter dem Eindruck des Dreißigjährigen Krieges.
- Peter von Cornelius: Aphrodite schützt Paris gegen Menelaos (1825/26)

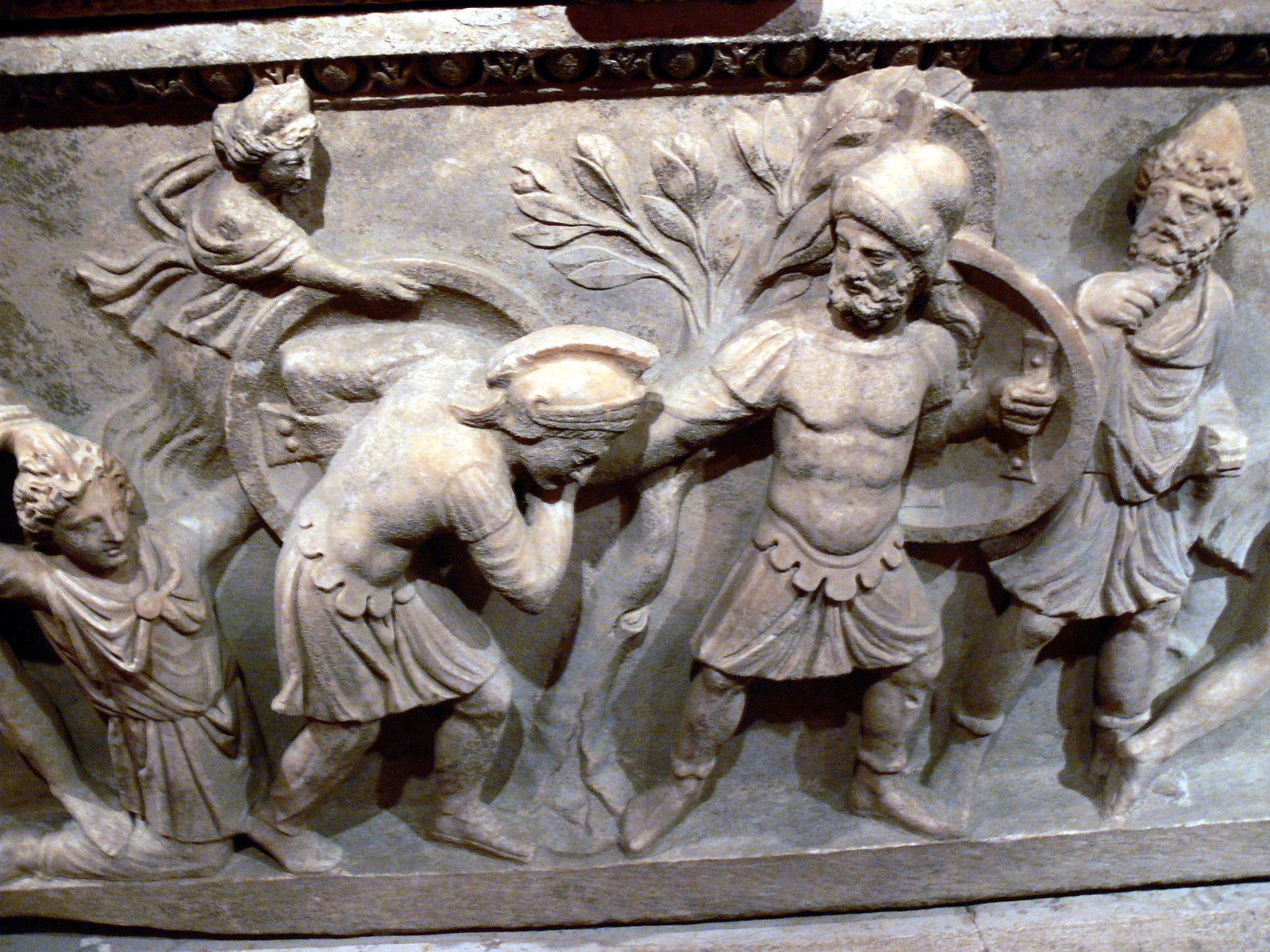
Aphrodite deckt Paris gegen Menelaos, römischer Sarkophag, zweites Jahrhundert v. Chr. (Archäologisches Museum, Antalya)
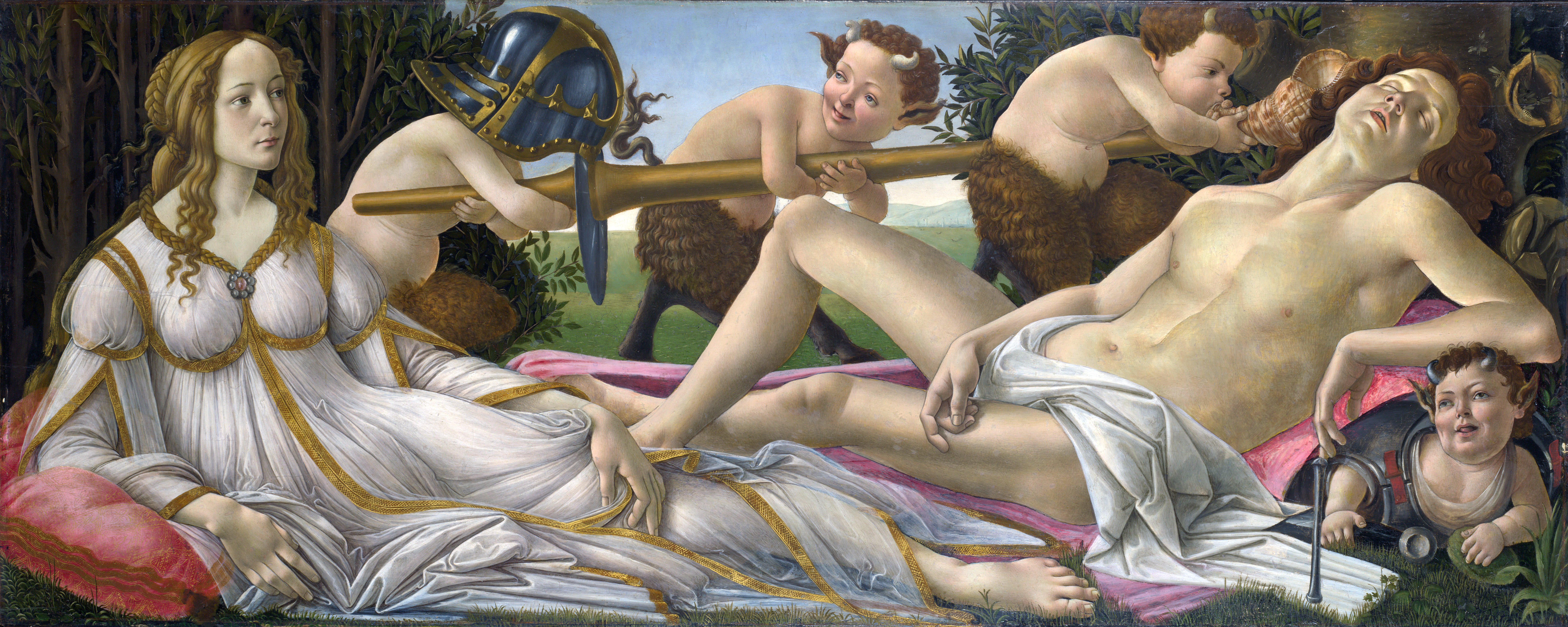
Sandro Botticelli: Venus und Mars, um 1483 (National Gallery, London)
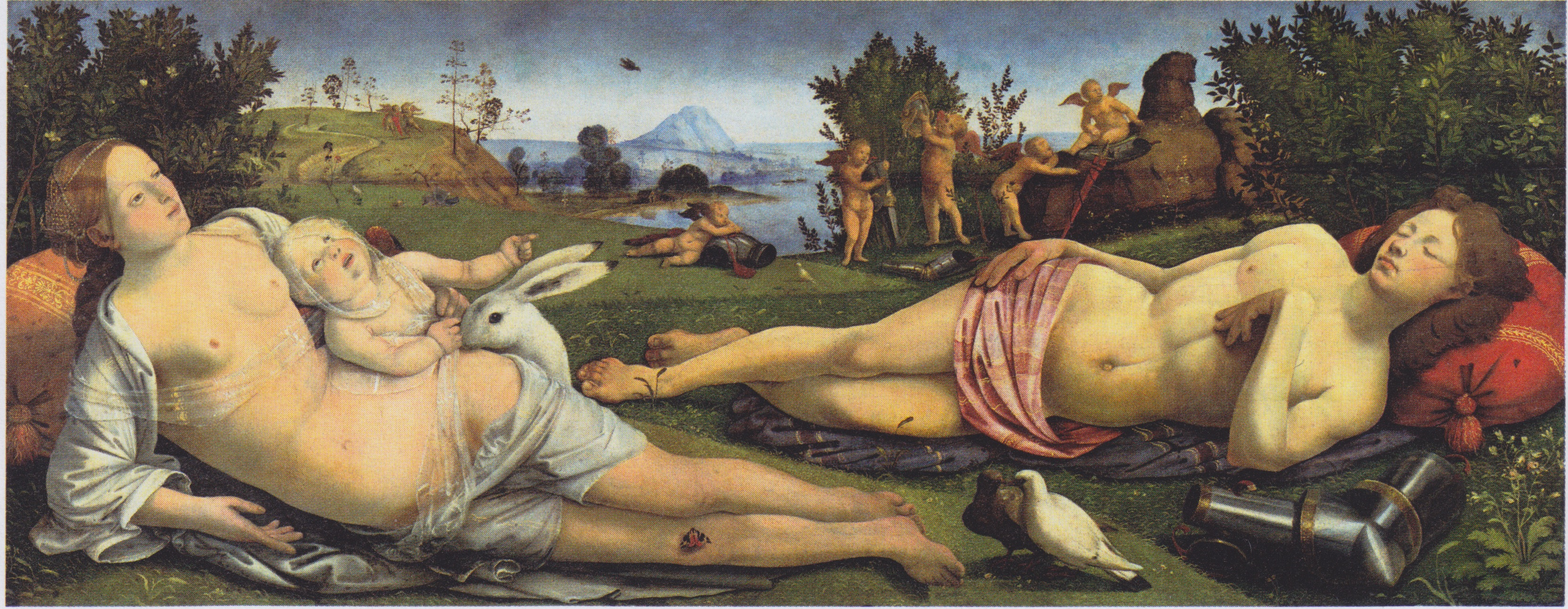
Piero di Cosimo: Venus, Mars und Amor, um 1500 (Gemäldegalerie, Berlin)
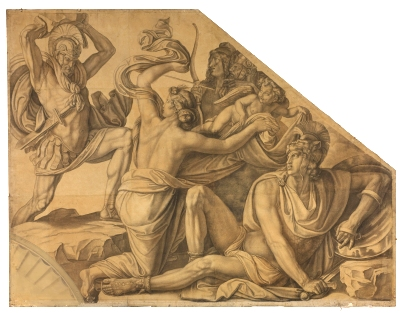
Peter Cornelius: Aphrodite schützt Paris gegen Menelaos, 1826 (Staatliche Museen zu Berlin, Alte Nationalgalerie)

## Begriffsableitungen
- Aphrodisia, Fest zu Ehren von Aphrodite
- Aphrodisiakum, Wirkstoff zur Belebung des sexuellen Verlangens
- Anaphrodisie, medizinisch Trieblosigkeit

## Weitere Darstellungen
- Aphrodite Kallipygos
- Aphrodite von Knidos
- Venus von Milo

## Musikalische Verarbeitung
- Cytheren-Quadrille, Quadrille von Johann Strauss Sohn, 1844